# Разноцветные слоны
Разноцветные слоны, или разнопольные слоны, (разг. «разноцвет»)  — в шахматах, устоявшееся название для пары слонов разных сторон, передвигающихся по полям разного цвета. Белый чернопольный слон и чёрный белопольный слон, равно как и белый белопольный и чёрный чернопольный, — разноцветные слоны. Формально определение «разнопольные слоны» более точно, но на практике используются оба варианта с преобладанием первого.

## Значение в игре
В начале шахматной партии на доске находятся две пары разноцветных слонов. Говоря о разноцветных слонах, подразумевается, что одной пары разноцветных слонов на доске уже нет — то есть, что эта пара была разменяна ранее.
Разнопольные слоны являются важным элементом шахматной стратегии, поскольку их наличие подсказывает соперникам выгодные планы игры.

### Миттельшпиль
|   | a | b | c | d | e | f | g | h |   |
| - | --- | --- | --- | --- | --- | --- | --- | --- | - |
| 8 | d8 чёрная ладья · e8 чёрный ферзь · f8 чёрная ладья · h8 чёрный король · a7 чёрная пешка · b7 чёрная пешка · c7 чёрная пешка · e7 чёрный слон · g7 чёрная пешка · h7 чёрная пешка · d5 белый слон · b4 белая пешка · d4 чёрная пешка · e4 белая пешка · g4 белая пешка · a3 белая пешка · g3 белая пешка · e2 белый ферзь · f2 белая пешка · g2 белый король · d1 белая ладья · f1 белая ладья | d8 чёрная ладья · e8 чёрный ферзь · f8 чёрная ладья · h8 чёрный король · a7 чёрная пешка · b7 чёрная пешка · c7 чёрная пешка · e7 чёрный слон · g7 чёрная пешка · h7 чёрная пешка · d5 белый слон · b4 белая пешка · d4 чёрная пешка · e4 белая пешка · g4 белая пешка · a3 белая пешка · g3 белая пешка · e2 белый ферзь · f2 белая пешка · g2 белый король · d1 белая ладья · f1 белая ладья | d8 чёрная ладья · e8 чёрный ферзь · f8 чёрная ладья · h8 чёрный король · a7 чёрная пешка · b7 чёрная пешка · c7 чёрная пешка · e7 чёрный слон · g7 чёрная пешка · h7 чёрная пешка · d5 белый слон · b4 белая пешка · d4 чёрная пешка · e4 белая пешка · g4 белая пешка · a3 белая пешка · g3 белая пешка · e2 белый ферзь · f2 белая пешка · g2 белый король · d1 белая ладья · f1 белая ладья | d8 чёрная ладья · e8 чёрный ферзь · f8 чёрная ладья · h8 чёрный король · a7 чёрная пешка · b7 чёрная пешка · c7 чёрная пешка · e7 чёрный слон · g7 чёрная пешка · h7 чёрная пешка · d5 белый слон · b4 белая пешка · d4 чёрная пешка · e4 белая пешка · g4 белая пешка · a3 белая пешка · g3 белая пешка · e2 белый ферзь · f2 белая пешка · g2 белый король · d1 белая ладья · f1 белая ладья | d8 чёрная ладья · e8 чёрный ферзь · f8 чёрная ладья · h8 чёрный король · a7 чёрная пешка · b7 чёрная пешка · c7 чёрная пешка · e7 чёрный слон · g7 чёрная пешка · h7 чёрная пешка · d5 белый слон · b4 белая пешка · d4 чёрная пешка · e4 белая пешка · g4 белая пешка · a3 белая пешка · g3 белая пешка · e2 белый ферзь · f2 белая пешка · g2 белый король · d1 белая ладья · f1 белая ладья | d8 чёрная ладья · e8 чёрный ферзь · f8 чёрная ладья · h8 чёрный король · a7 чёрная пешка · b7 чёрная пешка · c7 чёрная пешка · e7 чёрный слон · g7 чёрная пешка · h7 чёрная пешка · d5 белый слон · b4 белая пешка · d4 чёрная пешка · e4 белая пешка · g4 белая пешка · a3 белая пешка · g3 белая пешка · e2 белый ферзь · f2 белая пешка · g2 белый король · d1 белая ладья · f1 белая ладья | d8 чёрная ладья · e8 чёрный ферзь · f8 чёрная ладья · h8 чёрный король · a7 чёрная пешка · b7 чёрная пешка · c7 чёрная пешка · e7 чёрный слон · g7 чёрная пешка · h7 чёрная пешка · d5 белый слон · b4 белая пешка · d4 чёрная пешка · e4 белая пешка · g4 белая пешка · a3 белая пешка · g3 белая пешка · e2 белый ферзь · f2 белая пешка · g2 белый король · d1 белая ладья · f1 белая ладья | d8 чёрная ладья · e8 чёрный ферзь · f8 чёрная ладья · h8 чёрный король · a7 чёрная пешка · b7 чёрная пешка · c7 чёрная пешка · e7 чёрный слон · g7 чёрная пешка · h7 чёрная пешка · d5 белый слон · b4 белая пешка · d4 чёрная пешка · e4 белая пешка · g4 белая пешка · a3 белая пешка · g3 белая пешка · e2 белый ферзь · f2 белая пешка · g2 белый король · d1 белая ладья · f1 белая ладья | 8 |
| 7 | d8 чёрная ладья · e8 чёрный ферзь · f8 чёрная ладья · h8 чёрный король · a7 чёрная пешка · b7 чёрная пешка · c7 чёрная пешка · e7 чёрный слон · g7 чёрная пешка · h7 чёрная пешка · d5 белый слон · b4 белая пешка · d4 чёрная пешка · e4 белая пешка · g4 белая пешка · a3 белая пешка · g3 белая пешка · e2 белый ферзь · f2 белая пешка · g2 белый король · d1 белая ладья · f1 белая ладья | d8 чёрная ладья · e8 чёрный ферзь · f8 чёрная ладья · h8 чёрный король · a7 чёрная пешка · b7 чёрная пешка · c7 чёрная пешка · e7 чёрный слон · g7 чёрная пешка · h7 чёрная пешка · d5 белый слон · b4 белая пешка · d4 чёрная пешка · e4 белая пешка · g4 белая пешка · a3 белая пешка · g3 белая пешка · e2 белый ферзь · f2 белая пешка · g2 белый король · d1 белая ладья · f1 белая ладья | d8 чёрная ладья · e8 чёрный ферзь · f8 чёрная ладья · h8 чёрный король · a7 чёрная пешка · b7 чёрная пешка · c7 чёрная пешка · e7 чёрный слон · g7 чёрная пешка · h7 чёрная пешка · d5 белый слон · b4 белая пешка · d4 чёрная пешка · e4 белая пешка · g4 белая пешка · a3 белая пешка · g3 белая пешка · e2 белый ферзь · f2 белая пешка · g2 белый король · d1 белая ладья · f1 белая ладья | d8 чёрная ладья · e8 чёрный ферзь · f8 чёрная ладья · h8 чёрный король · a7 чёрная пешка · b7 чёрная пешка · c7 чёрная пешка · e7 чёрный слон · g7 чёрная пешка · h7 чёрная пешка · d5 белый слон · b4 белая пешка · d4 чёрная пешка · e4 белая пешка · g4 белая пешка · a3 белая пешка · g3 белая пешка · e2 белый ферзь · f2 белая пешка · g2 белый король · d1 белая ладья · f1 белая ладья | d8 чёрная ладья · e8 чёрный ферзь · f8 чёрная ладья · h8 чёрный король · a7 чёрная пешка · b7 чёрная пешка · c7 чёрная пешка · e7 чёрный слон · g7 чёрная пешка · h7 чёрная пешка · d5 белый слон · b4 белая пешка · d4 чёрная пешка · e4 белая пешка · g4 белая пешка · a3 белая пешка · g3 белая пешка · e2 белый ферзь · f2 белая пешка · g2 белый король · d1 белая ладья · f1 белая ладья | d8 чёрная ладья · e8 чёрный ферзь · f8 чёрная ладья · h8 чёрный король · a7 чёрная пешка · b7 чёрная пешка · c7 чёрная пешка · e7 чёрный слон · g7 чёрная пешка · h7 чёрная пешка · d5 белый слон · b4 белая пешка · d4 чёрная пешка · e4 белая пешка · g4 белая пешка · a3 белая пешка · g3 белая пешка · e2 белый ферзь · f2 белая пешка · g2 белый король · d1 белая ладья · f1 белая ладья | d8 чёрная ладья · e8 чёрный ферзь · f8 чёрная ладья · h8 чёрный король · a7 чёрная пешка · b7 чёрная пешка · c7 чёрная пешка · e7 чёрный слон · g7 чёрная пешка · h7 чёрная пешка · d5 белый слон · b4 белая пешка · d4 чёрная пешка · e4 белая пешка · g4 белая пешка · a3 белая пешка · g3 белая пешка · e2 белый ферзь · f2 белая пешка · g2 белый король · d1 белая ладья · f1 белая ладья | d8 чёрная ладья · e8 чёрный ферзь · f8 чёрная ладья · h8 чёрный король · a7 чёрная пешка · b7 чёрная пешка · c7 чёрная пешка · e7 чёрный слон · g7 чёрная пешка · h7 чёрная пешка · d5 белый слон · b4 белая пешка · d4 чёрная пешка · e4 белая пешка · g4 белая пешка · a3 белая пешка · g3 белая пешка · e2 белый ферзь · f2 белая пешка · g2 белый король · d1 белая ладья · f1 белая ладья | 7 |
| 6 | d8 чёрная ладья · e8 чёрный ферзь · f8 чёрная ладья · h8 чёрный король · a7 чёрная пешка · b7 чёрная пешка · c7 чёрная пешка · e7 чёрный слон · g7 чёрная пешка · h7 чёрная пешка · d5 белый слон · b4 белая пешка · d4 чёрная пешка · e4 белая пешка · g4 белая пешка · a3 белая пешка · g3 белая пешка · e2 белый ферзь · f2 белая пешка · g2 белый король · d1 белая ладья · f1 белая ладья | d8 чёрная ладья · e8 чёрный ферзь · f8 чёрная ладья · h8 чёрный король · a7 чёрная пешка · b7 чёрная пешка · c7 чёрная пешка · e7 чёрный слон · g7 чёрная пешка · h7 чёрная пешка · d5 белый слон · b4 белая пешка · d4 чёрная пешка · e4 белая пешка · g4 белая пешка · a3 белая пешка · g3 белая пешка · e2 белый ферзь · f2 белая пешка · g2 белый король · d1 белая ладья · f1 белая ладья | d8 чёрная ладья · e8 чёрный ферзь · f8 чёрная ладья · h8 чёрный король · a7 чёрная пешка · b7 чёрная пешка · c7 чёрная пешка · e7 чёрный слон · g7 чёрная пешка · h7 чёрная пешка · d5 белый слон · b4 белая пешка · d4 чёрная пешка · e4 белая пешка · g4 белая пешка · a3 белая пешка · g3 белая пешка · e2 белый ферзь · f2 белая пешка · g2 белый король · d1 белая ладья · f1 белая ладья | d8 чёрная ладья · e8 чёрный ферзь · f8 чёрная ладья · h8 чёрный король · a7 чёрная пешка · b7 чёрная пешка · c7 чёрная пешка · e7 чёрный слон · g7 чёрная пешка · h7 чёрная пешка · d5 белый слон · b4 белая пешка · d4 чёрная пешка · e4 белая пешка · g4 белая пешка · a3 белая пешка · g3 белая пешка · e2 белый ферзь · f2 белая пешка · g2 белый король · d1 белая ладья · f1 белая ладья | d8 чёрная ладья · e8 чёрный ферзь · f8 чёрная ладья · h8 чёрный король · a7 чёрная пешка · b7 чёрная пешка · c7 чёрная пешка · e7 чёрный слон · g7 чёрная пешка · h7 чёрная пешка · d5 белый слон · b4 белая пешка · d4 чёрная пешка · e4 белая пешка · g4 белая пешка · a3 белая пешка · g3 белая пешка · e2 белый ферзь · f2 белая пешка · g2 белый король · d1 белая ладья · f1 белая ладья | d8 чёрная ладья · e8 чёрный ферзь · f8 чёрная ладья · h8 чёрный король · a7 чёрная пешка · b7 чёрная пешка · c7 чёрная пешка · e7 чёрный слон · g7 чёрная пешка · h7 чёрная пешка · d5 белый слон · b4 белая пешка · d4 чёрная пешка · e4 белая пешка · g4 белая пешка · a3 белая пешка · g3 белая пешка · e2 белый ферзь · f2 белая пешка · g2 белый король · d1 белая ладья · f1 белая ладья | d8 чёрная ладья · e8 чёрный ферзь · f8 чёрная ладья · h8 чёрный король · a7 чёрная пешка · b7 чёрная пешка · c7 чёрная пешка · e7 чёрный слон · g7 чёрная пешка · h7 чёрная пешка · d5 белый слон · b4 белая пешка · d4 чёрная пешка · e4 белая пешка · g4 белая пешка · a3 белая пешка · g3 белая пешка · e2 белый ферзь · f2 белая пешка · g2 белый король · d1 белая ладья · f1 белая ладья | d8 чёрная ладья · e8 чёрный ферзь · f8 чёрная ладья · h8 чёрный король · a7 чёрная пешка · b7 чёрная пешка · c7 чёрная пешка · e7 чёрный слон · g7 чёрная пешка · h7 чёрная пешка · d5 белый слон · b4 белая пешка · d4 чёрная пешка · e4 белая пешка · g4 белая пешка · a3 белая пешка · g3 белая пешка · e2 белый ферзь · f2 белая пешка · g2 белый король · d1 белая ладья · f1 белая ладья | 6 |
| 5 | d8 чёрная ладья · e8 чёрный ферзь · f8 чёрная ладья · h8 чёрный король · a7 чёрная пешка · b7 чёрная пешка · c7 чёрная пешка · e7 чёрный слон · g7 чёрная пешка · h7 чёрная пешка · d5 белый слон · b4 белая пешка · d4 чёрная пешка · e4 белая пешка · g4 белая пешка · a3 белая пешка · g3 белая пешка · e2 белый ферзь · f2 белая пешка · g2 белый король · d1 белая ладья · f1 белая ладья | d8 чёрная ладья · e8 чёрный ферзь · f8 чёрная ладья · h8 чёрный король · a7 чёрная пешка · b7 чёрная пешка · c7 чёрная пешка · e7 чёрный слон · g7 чёрная пешка · h7 чёрная пешка · d5 белый слон · b4 белая пешка · d4 чёрная пешка · e4 белая пешка · g4 белая пешка · a3 белая пешка · g3 белая пешка · e2 белый ферзь · f2 белая пешка · g2 белый король · d1 белая ладья · f1 белая ладья | d8 чёрная ладья · e8 чёрный ферзь · f8 чёрная ладья · h8 чёрный король · a7 чёрная пешка · b7 чёрная пешка · c7 чёрная пешка · e7 чёрный слон · g7 чёрная пешка · h7 чёрная пешка · d5 белый слон · b4 белая пешка · d4 чёрная пешка · e4 белая пешка · g4 белая пешка · a3 белая пешка · g3 белая пешка · e2 белый ферзь · f2 белая пешка · g2 белый король · d1 белая ладья · f1 белая ладья | d8 чёрная ладья · e8 чёрный ферзь · f8 чёрная ладья · h8 чёрный король · a7 чёрная пешка · b7 чёрная пешка · c7 чёрная пешка · e7 чёрный слон · g7 чёрная пешка · h7 чёрная пешка · d5 белый слон · b4 белая пешка · d4 чёрная пешка · e4 белая пешка · g4 белая пешка · a3 белая пешка · g3 белая пешка · e2 белый ферзь · f2 белая пешка · g2 белый король · d1 белая ладья · f1 белая ладья | d8 чёрная ладья · e8 чёрный ферзь · f8 чёрная ладья · h8 чёрный король · a7 чёрная пешка · b7 чёрная пешка · c7 чёрная пешка · e7 чёрный слон · g7 чёрная пешка · h7 чёрная пешка · d5 белый слон · b4 белая пешка · d4 чёрная пешка · e4 белая пешка · g4 белая пешка · a3 белая пешка · g3 белая пешка · e2 белый ферзь · f2 белая пешка · g2 белый король · d1 белая ладья · f1 белая ладья | d8 чёрная ладья · e8 чёрный ферзь · f8 чёрная ладья · h8 чёрный король · a7 чёрная пешка · b7 чёрная пешка · c7 чёрная пешка · e7 чёрный слон · g7 чёрная пешка · h7 чёрная пешка · d5 белый слон · b4 белая пешка · d4 чёрная пешка · e4 белая пешка · g4 белая пешка · a3 белая пешка · g3 белая пешка · e2 белый ферзь · f2 белая пешка · g2 белый король · d1 белая ладья · f1 белая ладья | d8 чёрная ладья · e8 чёрный ферзь · f8 чёрная ладья · h8 чёрный король · a7 чёрная пешка · b7 чёрная пешка · c7 чёрная пешка · e7 чёрный слон · g7 чёрная пешка · h7 чёрная пешка · d5 белый слон · b4 белая пешка · d4 чёрная пешка · e4 белая пешка · g4 белая пешка · a3 белая пешка · g3 белая пешка · e2 белый ферзь · f2 белая пешка · g2 белый король · d1 белая ладья · f1 белая ладья | d8 чёрная ладья · e8 чёрный ферзь · f8 чёрная ладья · h8 чёрный король · a7 чёрная пешка · b7 чёрная пешка · c7 чёрная пешка · e7 чёрный слон · g7 чёрная пешка · h7 чёрная пешка · d5 белый слон · b4 белая пешка · d4 чёрная пешка · e4 белая пешка · g4 белая пешка · a3 белая пешка · g3 белая пешка · e2 белый ферзь · f2 белая пешка · g2 белый король · d1 белая ладья · f1 белая ладья | 5 |
| 4 | d8 чёрная ладья · e8 чёрный ферзь · f8 чёрная ладья · h8 чёрный король · a7 чёрная пешка · b7 чёрная пешка · c7 чёрная пешка · e7 чёрный слон · g7 чёрная пешка · h7 чёрная пешка · d5 белый слон · b4 белая пешка · d4 чёрная пешка · e4 белая пешка · g4 белая пешка · a3 белая пешка · g3 белая пешка · e2 белый ферзь · f2 белая пешка · g2 белый король · d1 белая ладья · f1 белая ладья | d8 чёрная ладья · e8 чёрный ферзь · f8 чёрная ладья · h8 чёрный король · a7 чёрная пешка · b7 чёрная пешка · c7 чёрная пешка · e7 чёрный слон · g7 чёрная пешка · h7 чёрная пешка · d5 белый слон · b4 белая пешка · d4 чёрная пешка · e4 белая пешка · g4 белая пешка · a3 белая пешка · g3 белая пешка · e2 белый ферзь · f2 белая пешка · g2 белый король · d1 белая ладья · f1 белая ладья | d8 чёрная ладья · e8 чёрный ферзь · f8 чёрная ладья · h8 чёрный король · a7 чёрная пешка · b7 чёрная пешка · c7 чёрная пешка · e7 чёрный слон · g7 чёрная пешка · h7 чёрная пешка · d5 белый слон · b4 белая пешка · d4 чёрная пешка · e4 белая пешка · g4 белая пешка · a3 белая пешка · g3 белая пешка · e2 белый ферзь · f2 белая пешка · g2 белый король · d1 белая ладья · f1 белая ладья | d8 чёрная ладья · e8 чёрный ферзь · f8 чёрная ладья · h8 чёрный король · a7 чёрная пешка · b7 чёрная пешка · c7 чёрная пешка · e7 чёрный слон · g7 чёрная пешка · h7 чёрная пешка · d5 белый слон · b4 белая пешка · d4 чёрная пешка · e4 белая пешка · g4 белая пешка · a3 белая пешка · g3 белая пешка · e2 белый ферзь · f2 белая пешка · g2 белый король · d1 белая ладья · f1 белая ладья | d8 чёрная ладья · e8 чёрный ферзь · f8 чёрная ладья · h8 чёрный король · a7 чёрная пешка · b7 чёрная пешка · c7 чёрная пешка · e7 чёрный слон · g7 чёрная пешка · h7 чёрная пешка · d5 белый слон · b4 белая пешка · d4 чёрная пешка · e4 белая пешка · g4 белая пешка · a3 белая пешка · g3 белая пешка · e2 белый ферзь · f2 белая пешка · g2 белый король · d1 белая ладья · f1 белая ладья | d8 чёрная ладья · e8 чёрный ферзь · f8 чёрная ладья · h8 чёрный король · a7 чёрная пешка · b7 чёрная пешка · c7 чёрная пешка · e7 чёрный слон · g7 чёрная пешка · h7 чёрная пешка · d5 белый слон · b4 белая пешка · d4 чёрная пешка · e4 белая пешка · g4 белая пешка · a3 белая пешка · g3 белая пешка · e2 белый ферзь · f2 белая пешка · g2 белый король · d1 белая ладья · f1 белая ладья | d8 чёрная ладья · e8 чёрный ферзь · f8 чёрная ладья · h8 чёрный король · a7 чёрная пешка · b7 чёрная пешка · c7 чёрная пешка · e7 чёрный слон · g7 чёрная пешка · h7 чёрная пешка · d5 белый слон · b4 белая пешка · d4 чёрная пешка · e4 белая пешка · g4 белая пешка · a3 белая пешка · g3 белая пешка · e2 белый ферзь · f2 белая пешка · g2 белый король · d1 белая ладья · f1 белая ладья | d8 чёрная ладья · e8 чёрный ферзь · f8 чёрная ладья · h8 чёрный король · a7 чёрная пешка · b7 чёрная пешка · c7 чёрная пешка · e7 чёрный слон · g7 чёрная пешка · h7 чёрная пешка · d5 белый слон · b4 белая пешка · d4 чёрная пешка · e4 белая пешка · g4 белая пешка · a3 белая пешка · g3 белая пешка · e2 белый ферзь · f2 белая пешка · g2 белый король · d1 белая ладья · f1 белая ладья | 4 |
| 3 | d8 чёрная ладья · e8 чёрный ферзь · f8 чёрная ладья · h8 чёрный король · a7 чёрная пешка · b7 чёрная пешка · c7 чёрная пешка · e7 чёрный слон · g7 чёрная пешка · h7 чёрная пешка · d5 белый слон · b4 белая пешка · d4 чёрная пешка · e4 белая пешка · g4 белая пешка · a3 белая пешка · g3 белая пешка · e2 белый ферзь · f2 белая пешка · g2 белый король · d1 белая ладья · f1 белая ладья | d8 чёрная ладья · e8 чёрный ферзь · f8 чёрная ладья · h8 чёрный король · a7 чёрная пешка · b7 чёрная пешка · c7 чёрная пешка · e7 чёрный слон · g7 чёрная пешка · h7 чёрная пешка · d5 белый слон · b4 белая пешка · d4 чёрная пешка · e4 белая пешка · g4 белая пешка · a3 белая пешка · g3 белая пешка · e2 белый ферзь · f2 белая пешка · g2 белый король · d1 белая ладья · f1 белая ладья | d8 чёрная ладья · e8 чёрный ферзь · f8 чёрная ладья · h8 чёрный король · a7 чёрная пешка · b7 чёрная пешка · c7 чёрная пешка · e7 чёрный слон · g7 чёрная пешка · h7 чёрная пешка · d5 белый слон · b4 белая пешка · d4 чёрная пешка · e4 белая пешка · g4 белая пешка · a3 белая пешка · g3 белая пешка · e2 белый ферзь · f2 белая пешка · g2 белый король · d1 белая ладья · f1 белая ладья | d8 чёрная ладья · e8 чёрный ферзь · f8 чёрная ладья · h8 чёрный король · a7 чёрная пешка · b7 чёрная пешка · c7 чёрная пешка · e7 чёрный слон · g7 чёрная пешка · h7 чёрная пешка · d5 белый слон · b4 белая пешка · d4 чёрная пешка · e4 белая пешка · g4 белая пешка · a3 белая пешка · g3 белая пешка · e2 белый ферзь · f2 белая пешка · g2 белый король · d1 белая ладья · f1 белая ладья | d8 чёрная ладья · e8 чёрный ферзь · f8 чёрная ладья · h8 чёрный король · a7 чёрная пешка · b7 чёрная пешка · c7 чёрная пешка · e7 чёрный слон · g7 чёрная пешка · h7 чёрная пешка · d5 белый слон · b4 белая пешка · d4 чёрная пешка · e4 белая пешка · g4 белая пешка · a3 белая пешка · g3 белая пешка · e2 белый ферзь · f2 белая пешка · g2 белый король · d1 белая ладья · f1 белая ладья | d8 чёрная ладья · e8 чёрный ферзь · f8 чёрная ладья · h8 чёрный король · a7 чёрная пешка · b7 чёрная пешка · c7 чёрная пешка · e7 чёрный слон · g7 чёрная пешка · h7 чёрная пешка · d5 белый слон · b4 белая пешка · d4 чёрная пешка · e4 белая пешка · g4 белая пешка · a3 белая пешка · g3 белая пешка · e2 белый ферзь · f2 белая пешка · g2 белый король · d1 белая ладья · f1 белая ладья | d8 чёрная ладья · e8 чёрный ферзь · f8 чёрная ладья · h8 чёрный король · a7 чёрная пешка · b7 чёрная пешка · c7 чёрная пешка · e7 чёрный слон · g7 чёрная пешка · h7 чёрная пешка · d5 белый слон · b4 белая пешка · d4 чёрная пешка · e4 белая пешка · g4 белая пешка · a3 белая пешка · g3 белая пешка · e2 белый ферзь · f2 белая пешка · g2 белый король · d1 белая ладья · f1 белая ладья | d8 чёрная ладья · e8 чёрный ферзь · f8 чёрная ладья · h8 чёрный король · a7 чёрная пешка · b7 чёрная пешка · c7 чёрная пешка · e7 чёрный слон · g7 чёрная пешка · h7 чёрная пешка · d5 белый слон · b4 белая пешка · d4 чёрная пешка · e4 белая пешка · g4 белая пешка · a3 белая пешка · g3 белая пешка · e2 белый ферзь · f2 белая пешка · g2 белый король · d1 белая ладья · f1 белая ладья | 3 |
| 2 | d8 чёрная ладья · e8 чёрный ферзь · f8 чёрная ладья · h8 чёрный король · a7 чёрная пешка · b7 чёрная пешка · c7 чёрная пешка · e7 чёрный слон · g7 чёрная пешка · h7 чёрная пешка · d5 белый слон · b4 белая пешка · d4 чёрная пешка · e4 белая пешка · g4 белая пешка · a3 белая пешка · g3 белая пешка · e2 белый ферзь · f2 белая пешка · g2 белый король · d1 белая ладья · f1 белая ладья | d8 чёрная ладья · e8 чёрный ферзь · f8 чёрная ладья · h8 чёрный король · a7 чёрная пешка · b7 чёрная пешка · c7 чёрная пешка · e7 чёрный слон · g7 чёрная пешка · h7 чёрная пешка · d5 белый слон · b4 белая пешка · d4 чёрная пешка · e4 белая пешка · g4 белая пешка · a3 белая пешка · g3 белая пешка · e2 белый ферзь · f2 белая пешка · g2 белый король · d1 белая ладья · f1 белая ладья | d8 чёрная ладья · e8 чёрный ферзь · f8 чёрная ладья · h8 чёрный король · a7 чёрная пешка · b7 чёрная пешка · c7 чёрная пешка · e7 чёрный слон · g7 чёрная пешка · h7 чёрная пешка · d5 белый слон · b4 белая пешка · d4 чёрная пешка · e4 белая пешка · g4 белая пешка · a3 белая пешка · g3 белая пешка · e2 белый ферзь · f2 белая пешка · g2 белый король · d1 белая ладья · f1 белая ладья | d8 чёрная ладья · e8 чёрный ферзь · f8 чёрная ладья · h8 чёрный король · a7 чёрная пешка · b7 чёрная пешка · c7 чёрная пешка · e7 чёрный слон · g7 чёрная пешка · h7 чёрная пешка · d5 белый слон · b4 белая пешка · d4 чёрная пешка · e4 белая пешка · g4 белая пешка · a3 белая пешка · g3 белая пешка · e2 белый ферзь · f2 белая пешка · g2 белый король · d1 белая ладья · f1 белая ладья | d8 чёрная ладья · e8 чёрный ферзь · f8 чёрная ладья · h8 чёрный король · a7 чёрная пешка · b7 чёрная пешка · c7 чёрная пешка · e7 чёрный слон · g7 чёрная пешка · h7 чёрная пешка · d5 белый слон · b4 белая пешка · d4 чёрная пешка · e4 белая пешка · g4 белая пешка · a3 белая пешка · g3 белая пешка · e2 белый ферзь · f2 белая пешка · g2 белый король · d1 белая ладья · f1 белая ладья | d8 чёрная ладья · e8 чёрный ферзь · f8 чёрная ладья · h8 чёрный король · a7 чёрная пешка · b7 чёрная пешка · c7 чёрная пешка · e7 чёрный слон · g7 чёрная пешка · h7 чёрная пешка · d5 белый слон · b4 белая пешка · d4 чёрная пешка · e4 белая пешка · g4 белая пешка · a3 белая пешка · g3 белая пешка · e2 белый ферзь · f2 белая пешка · g2 белый король · d1 белая ладья · f1 белая ладья | d8 чёрная ладья · e8 чёрный ферзь · f8 чёрная ладья · h8 чёрный король · a7 чёрная пешка · b7 чёрная пешка · c7 чёрная пешка · e7 чёрный слон · g7 чёрная пешка · h7 чёрная пешка · d5 белый слон · b4 белая пешка · d4 чёрная пешка · e4 белая пешка · g4 белая пешка · a3 белая пешка · g3 белая пешка · e2 белый ферзь · f2 белая пешка · g2 белый король · d1 белая ладья · f1 белая ладья | d8 чёрная ладья · e8 чёрный ферзь · f8 чёрная ладья · h8 чёрный король · a7 чёрная пешка · b7 чёрная пешка · c7 чёрная пешка · e7 чёрный слон · g7 чёрная пешка · h7 чёрная пешка · d5 белый слон · b4 белая пешка · d4 чёрная пешка · e4 белая пешка · g4 белая пешка · a3 белая пешка · g3 белая пешка · e2 белый ферзь · f2 белая пешка · g2 белый король · d1 белая ладья · f1 белая ладья | 2 |
| 1 | d8 чёрная ладья · e8 чёрный ферзь · f8 чёрная ладья · h8 чёрный король · a7 чёрная пешка · b7 чёрная пешка · c7 чёрная пешка · e7 чёрный слон · g7 чёрная пешка · h7 чёрная пешка · d5 белый слон · b4 белая пешка · d4 чёрная пешка · e4 белая пешка · g4 белая пешка · a3 белая пешка · g3 белая пешка · e2 белый ферзь · f2 белая пешка · g2 белый король · d1 белая ладья · f1 белая ладья | d8 чёрная ладья · e8 чёрный ферзь · f8 чёрная ладья · h8 чёрный король · a7 чёрная пешка · b7 чёрная пешка · c7 чёрная пешка · e7 чёрный слон · g7 чёрная пешка · h7 чёрная пешка · d5 белый слон · b4 белая пешка · d4 чёрная пешка · e4 белая пешка · g4 белая пешка · a3 белая пешка · g3 белая пешка · e2 белый ферзь · f2 белая пешка · g2 белый король · d1 белая ладья · f1 белая ладья | d8 чёрная ладья · e8 чёрный ферзь · f8 чёрная ладья · h8 чёрный король · a7 чёрная пешка · b7 чёрная пешка · c7 чёрная пешка · e7 чёрный слон · g7 чёрная пешка · h7 чёрная пешка · d5 белый слон · b4 белая пешка · d4 чёрная пешка · e4 белая пешка · g4 белая пешка · a3 белая пешка · g3 белая пешка · e2 белый ферзь · f2 белая пешка · g2 белый король · d1 белая ладья · f1 белая ладья | d8 чёрная ладья · e8 чёрный ферзь · f8 чёрная ладья · h8 чёрный король · a7 чёрная пешка · b7 чёрная пешка · c7 чёрная пешка · e7 чёрный слон · g7 чёрная пешка · h7 чёрная пешка · d5 белый слон · b4 белая пешка · d4 чёрная пешка · e4 белая пешка · g4 белая пешка · a3 белая пешка · g3 белая пешка · e2 белый ферзь · f2 белая пешка · g2 белый король · d1 белая ладья · f1 белая ладья | d8 чёрная ладья · e8 чёрный ферзь · f8 чёрная ладья · h8 чёрный король · a7 чёрная пешка · b7 чёрная пешка · c7 чёрная пешка · e7 чёрный слон · g7 чёрная пешка · h7 чёрная пешка · d5 белый слон · b4 белая пешка · d4 чёрная пешка · e4 белая пешка · g4 белая пешка · a3 белая пешка · g3 белая пешка · e2 белый ферзь · f2 белая пешка · g2 белый король · d1 белая ладья · f1 белая ладья | d8 чёрная ладья · e8 чёрный ферзь · f8 чёрная ладья · h8 чёрный король · a7 чёрная пешка · b7 чёрная пешка · c7 чёрная пешка · e7 чёрный слон · g7 чёрная пешка · h7 чёрная пешка · d5 белый слон · b4 белая пешка · d4 чёрная пешка · e4 белая пешка · g4 белая пешка · a3 белая пешка · g3 белая пешка · e2 белый ферзь · f2 белая пешка · g2 белый король · d1 белая ладья · f1 белая ладья | d8 чёрная ладья · e8 чёрный ферзь · f8 чёрная ладья · h8 чёрный король · a7 чёрная пешка · b7 чёрная пешка · c7 чёрная пешка · e7 чёрный слон · g7 чёрная пешка · h7 чёрная пешка · d5 белый слон · b4 белая пешка · d4 чёрная пешка · e4 белая пешка · g4 белая пешка · a3 белая пешка · g3 белая пешка · e2 белый ферзь · f2 белая пешка · g2 белый король · d1 белая ладья · f1 белая ладья | d8 чёрная ладья · e8 чёрный ферзь · f8 чёрная ладья · h8 чёрный король · a7 чёрная пешка · b7 чёрная пешка · c7 чёрная пешка · e7 чёрный слон · g7 чёрная пешка · h7 чёрная пешка · d5 белый слон · b4 белая пешка · d4 чёрная пешка · e4 белая пешка · g4 белая пешка · a3 белая пешка · g3 белая пешка · e2 белый ферзь · f2 белая пешка · g2 белый король · d1 белая ладья · f1 белая ладья | 1 |
|   | a | b | c | d | e | f | g | h |   |

Описанные ниже особенности разноцветных слонов в миттельшпиле не универсальны, поскольку применимы в основном к открытым позициям. Если позиция закрыта, т.е. на доске присутствуют длинные пешечные цепи, взаимно блокированные, то возможности дальнобойных фигур, к которым относятся слоны, существенно ограничены, и в ход вступают иные факторы, влияющие на оценку позиции.
Стороне, имеющей позиционное преимущество, в позиции с разноцветными слонами обычно рекомендуется начинать атаку на короля. Это связано с тем, что атакующая сторона имеет слона, атакующего поля, недоступные слону соперника — таким образом, потенциал атаки больше потенциала защиты, и у атаки больше шансов завершиться успешно. Шансы на успех атаки повышаются, если у защищающейся стороны присутствуют слабые поля, которые слон атакующей стороны может атаковать.

В партии Ботвинник — Таль у белых подвижный центр и перевес в пространстве. На доске разноцветные слоны. Ботвинник намечает атаку на короля. Он переводит слона на диагональ b1-h7, надвигает пешки в центре и начинает угрожать разрушением позиции короля: 35. Сc4! с5 36. b5 Сf6 37. f4 d3 38. Л:d3 Л:d3 39. С:d3. Слон встал на нужную диагональ. 39... Сd4 40. е5 g6 41. Лh1 Kpg7 42. Фe4 b6 43. Сc4. Чёрные сдались: грозит шах на b7, а если 43...Фe7, то 44. g5 (с идеей 45. Фc6 и 46. Фf6+!) 44...Лc8 45. f5 (начинается непосредственная атака на короля) gf 46. Л:h7+! Кр:h7 47. Фh4+ и 48. Фh6×.

Правильная стратегия при разноцветных слонах – атака на короля. Материальные или позиционные завоевания мало чего стоят, если король в опасности. Любая возможность сыграть на атаку должна быть использована.— Марк Дворецкий
Если миттельшпильная позиция более закрытого типа, и у соперника плохой слон, то атакующей стороне очень часто невыгодно стремиться к упрощениям и переходить в эндшпиль в связи с тем, что разноцветные слоны в эндшпиле кардинально меняют оценку позиции (см. ниже).

### Эндшпиль
Говоря о разноцветных слонах в эндшпиле, обычно имеют в виду, что иных фигур на доске, кроме королей и пешек, уже нет. Такой эндшпиль принято называть «эндшпиль с разноцветными (разнопольными) слонами». В случае присутствия других фигур говорят о ладейно-слоновых, слоново-коневых и ферзево-слоновых эндшпилях, и, если слоны разнопольные, то всегда существует вероятность размена «лишних» фигур и перехода в чистый эндшпиль с разноцветными слонами, что подчас является сильной позиционной идеей, позволяющей избежать поражения.
|   | a | b | c | d | e | f | g | h |   |
| - | --- | --- | --- | --- | --- | --- | --- | --- | - |
| 8 | c7 чёрный слон · b5 белый слон · c5 чёрная пешка · d4 чёрная пешка · f4 чёрный король · e3 чёрная пешка · d1 белый король | c7 чёрный слон · b5 белый слон · c5 чёрная пешка · d4 чёрная пешка · f4 чёрный король · e3 чёрная пешка · d1 белый король | c7 чёрный слон · b5 белый слон · c5 чёрная пешка · d4 чёрная пешка · f4 чёрный король · e3 чёрная пешка · d1 белый король | c7 чёрный слон · b5 белый слон · c5 чёрная пешка · d4 чёрная пешка · f4 чёрный король · e3 чёрная пешка · d1 белый король | c7 чёрный слон · b5 белый слон · c5 чёрная пешка · d4 чёрная пешка · f4 чёрный король · e3 чёрная пешка · d1 белый король | c7 чёрный слон · b5 белый слон · c5 чёрная пешка · d4 чёрная пешка · f4 чёрный король · e3 чёрная пешка · d1 белый король | c7 чёрный слон · b5 белый слон · c5 чёрная пешка · d4 чёрная пешка · f4 чёрный король · e3 чёрная пешка · d1 белый король | c7 чёрный слон · b5 белый слон · c5 чёрная пешка · d4 чёрная пешка · f4 чёрный король · e3 чёрная пешка · d1 белый король | 8 |
| 7 | c7 чёрный слон · b5 белый слон · c5 чёрная пешка · d4 чёрная пешка · f4 чёрный король · e3 чёрная пешка · d1 белый король | c7 чёрный слон · b5 белый слон · c5 чёрная пешка · d4 чёрная пешка · f4 чёрный король · e3 чёрная пешка · d1 белый король | c7 чёрный слон · b5 белый слон · c5 чёрная пешка · d4 чёрная пешка · f4 чёрный король · e3 чёрная пешка · d1 белый король | c7 чёрный слон · b5 белый слон · c5 чёрная пешка · d4 чёрная пешка · f4 чёрный король · e3 чёрная пешка · d1 белый король | c7 чёрный слон · b5 белый слон · c5 чёрная пешка · d4 чёрная пешка · f4 чёрный король · e3 чёрная пешка · d1 белый король | c7 чёрный слон · b5 белый слон · c5 чёрная пешка · d4 чёрная пешка · f4 чёрный король · e3 чёрная пешка · d1 белый король | c7 чёрный слон · b5 белый слон · c5 чёрная пешка · d4 чёрная пешка · f4 чёрный король · e3 чёрная пешка · d1 белый король | c7 чёрный слон · b5 белый слон · c5 чёрная пешка · d4 чёрная пешка · f4 чёрный король · e3 чёрная пешка · d1 белый король | 7 |
| 6 | c7 чёрный слон · b5 белый слон · c5 чёрная пешка · d4 чёрная пешка · f4 чёрный король · e3 чёрная пешка · d1 белый король | c7 чёрный слон · b5 белый слон · c5 чёрная пешка · d4 чёрная пешка · f4 чёрный король · e3 чёрная пешка · d1 белый король | c7 чёрный слон · b5 белый слон · c5 чёрная пешка · d4 чёрная пешка · f4 чёрный король · e3 чёрная пешка · d1 белый король | c7 чёрный слон · b5 белый слон · c5 чёрная пешка · d4 чёрная пешка · f4 чёрный король · e3 чёрная пешка · d1 белый король | c7 чёрный слон · b5 белый слон · c5 чёрная пешка · d4 чёрная пешка · f4 чёрный король · e3 чёрная пешка · d1 белый король | c7 чёрный слон · b5 белый слон · c5 чёрная пешка · d4 чёрная пешка · f4 чёрный король · e3 чёрная пешка · d1 белый король | c7 чёрный слон · b5 белый слон · c5 чёрная пешка · d4 чёрная пешка · f4 чёрный король · e3 чёрная пешка · d1 белый король | c7 чёрный слон · b5 белый слон · c5 чёрная пешка · d4 чёрная пешка · f4 чёрный король · e3 чёрная пешка · d1 белый король | 6 |
| 5 | c7 чёрный слон · b5 белый слон · c5 чёрная пешка · d4 чёрная пешка · f4 чёрный король · e3 чёрная пешка · d1 белый король | c7 чёрный слон · b5 белый слон · c5 чёрная пешка · d4 чёрная пешка · f4 чёрный король · e3 чёрная пешка · d1 белый король | c7 чёрный слон · b5 белый слон · c5 чёрная пешка · d4 чёрная пешка · f4 чёрный король · e3 чёрная пешка · d1 белый король | c7 чёрный слон · b5 белый слон · c5 чёрная пешка · d4 чёрная пешка · f4 чёрный король · e3 чёрная пешка · d1 белый король | c7 чёрный слон · b5 белый слон · c5 чёрная пешка · d4 чёрная пешка · f4 чёрный король · e3 чёрная пешка · d1 белый король | c7 чёрный слон · b5 белый слон · c5 чёрная пешка · d4 чёрная пешка · f4 чёрный король · e3 чёрная пешка · d1 белый король | c7 чёрный слон · b5 белый слон · c5 чёрная пешка · d4 чёрная пешка · f4 чёрный король · e3 чёрная пешка · d1 белый король | c7 чёрный слон · b5 белый слон · c5 чёрная пешка · d4 чёрная пешка · f4 чёрный король · e3 чёрная пешка · d1 белый король | 5 |
| 4 | c7 чёрный слон · b5 белый слон · c5 чёрная пешка · d4 чёрная пешка · f4 чёрный король · e3 чёрная пешка · d1 белый король | c7 чёрный слон · b5 белый слон · c5 чёрная пешка · d4 чёрная пешка · f4 чёрный король · e3 чёрная пешка · d1 белый король | c7 чёрный слон · b5 белый слон · c5 чёрная пешка · d4 чёрная пешка · f4 чёрный король · e3 чёрная пешка · d1 белый король | c7 чёрный слон · b5 белый слон · c5 чёрная пешка · d4 чёрная пешка · f4 чёрный король · e3 чёрная пешка · d1 белый король | c7 чёрный слон · b5 белый слон · c5 чёрная пешка · d4 чёрная пешка · f4 чёрный король · e3 чёрная пешка · d1 белый король | c7 чёрный слон · b5 белый слон · c5 чёрная пешка · d4 чёрная пешка · f4 чёрный король · e3 чёрная пешка · d1 белый король | c7 чёрный слон · b5 белый слон · c5 чёрная пешка · d4 чёрная пешка · f4 чёрный король · e3 чёрная пешка · d1 белый король | c7 чёрный слон · b5 белый слон · c5 чёрная пешка · d4 чёрная пешка · f4 чёрный король · e3 чёрная пешка · d1 белый король | 4 |
| 3 | c7 чёрный слон · b5 белый слон · c5 чёрная пешка · d4 чёрная пешка · f4 чёрный король · e3 чёрная пешка · d1 белый король | c7 чёрный слон · b5 белый слон · c5 чёрная пешка · d4 чёрная пешка · f4 чёрный король · e3 чёрная пешка · d1 белый король | c7 чёрный слон · b5 белый слон · c5 чёрная пешка · d4 чёрная пешка · f4 чёрный король · e3 чёрная пешка · d1 белый король | c7 чёрный слон · b5 белый слон · c5 чёрная пешка · d4 чёрная пешка · f4 чёрный король · e3 чёрная пешка · d1 белый король | c7 чёрный слон · b5 белый слон · c5 чёрная пешка · d4 чёрная пешка · f4 чёрный король · e3 чёрная пешка · d1 белый король | c7 чёрный слон · b5 белый слон · c5 чёрная пешка · d4 чёрная пешка · f4 чёрный король · e3 чёрная пешка · d1 белый король | c7 чёрный слон · b5 белый слон · c5 чёрная пешка · d4 чёрная пешка · f4 чёрный король · e3 чёрная пешка · d1 белый король | c7 чёрный слон · b5 белый слон · c5 чёрная пешка · d4 чёрная пешка · f4 чёрный король · e3 чёрная пешка · d1 белый король | 3 |
| 2 | c7 чёрный слон · b5 белый слон · c5 чёрная пешка · d4 чёрная пешка · f4 чёрный король · e3 чёрная пешка · d1 белый король | c7 чёрный слон · b5 белый слон · c5 чёрная пешка · d4 чёрная пешка · f4 чёрный король · e3 чёрная пешка · d1 белый король | c7 чёрный слон · b5 белый слон · c5 чёрная пешка · d4 чёрная пешка · f4 чёрный король · e3 чёрная пешка · d1 белый король | c7 чёрный слон · b5 белый слон · c5 чёрная пешка · d4 чёрная пешка · f4 чёрный король · e3 чёрная пешка · d1 белый король | c7 чёрный слон · b5 белый слон · c5 чёрная пешка · d4 чёрная пешка · f4 чёрный король · e3 чёрная пешка · d1 белый король | c7 чёрный слон · b5 белый слон · c5 чёрная пешка · d4 чёрная пешка · f4 чёрный король · e3 чёрная пешка · d1 белый король | c7 чёрный слон · b5 белый слон · c5 чёрная пешка · d4 чёрная пешка · f4 чёрный король · e3 чёрная пешка · d1 белый король | c7 чёрный слон · b5 белый слон · c5 чёрная пешка · d4 чёрная пешка · f4 чёрный король · e3 чёрная пешка · d1 белый король | 2 |
| 1 | c7 чёрный слон · b5 белый слон · c5 чёрная пешка · d4 чёрная пешка · f4 чёрный король · e3 чёрная пешка · d1 белый король | c7 чёрный слон · b5 белый слон · c5 чёрная пешка · d4 чёрная пешка · f4 чёрный король · e3 чёрная пешка · d1 белый король | c7 чёрный слон · b5 белый слон · c5 чёрная пешка · d4 чёрная пешка · f4 чёрный король · e3 чёрная пешка · d1 белый король | c7 чёрный слон · b5 белый слон · c5 чёрная пешка · d4 чёрная пешка · f4 чёрный король · e3 чёрная пешка · d1 белый король | c7 чёрный слон · b5 белый слон · c5 чёрная пешка · d4 чёрная пешка · f4 чёрный король · e3 чёрная пешка · d1 белый король | c7 чёрный слон · b5 белый слон · c5 чёрная пешка · d4 чёрная пешка · f4 чёрный король · e3 чёрная пешка · d1 белый король | c7 чёрный слон · b5 белый слон · c5 чёрная пешка · d4 чёрная пешка · f4 чёрный король · e3 чёрная пешка · d1 белый король | c7 чёрный слон · b5 белый слон · c5 чёрная пешка · d4 чёрная пешка · f4 чёрный король · e3 чёрная пешка · d1 белый король | 1 |
|   | a | b | c | d | e | f | g | h |   |

Эндшпиль с разноцветными слонами интересен тем, что в нём у сторон резко падают шансы на победу. Технически огромное множество позиций такого эндшпиля ничейны при оптимальной игре сторон. Связано это с тем, что слон не может атаковать пешки, расположенные на полях другого цвета, соответственно, эта задача падает на короля. Слон же, благодаря своей мобильности, может защищать пешки на обоих флангах. Следовательно, первейшая задача стороны в эндшпиле — образование проходной пешки — крайне затруднена, а подчас и невыполнима.

#### Слон с пешками против слона без пешек
Наличие на доске проходной — и даже нескольких связанных проходных — априори не гарантирует преимущества, поскольку одиночную проходную противник может заблокировать королём, а в случае цепи — установить блокаду разом для всех пешек, не позволяя ни одной из них двинуться дальше.
Окончания вида «слон и пешка против слона» в подавляющем большинстве случаев (более 99%) тривиально ничейны — для ничьей слабейшей стороне достаточно установить короля на поле перед пешкой, недоступное слону соперника, либо держать своим слоном такое поле. Это же относится и к случаям со сдвоенными и строенными пешками — блокада таких пешек королём обеспечивает ничью слабейшей стороне.
Согласно Эммсу, около половины окончаний вида «слон и две пешки против слона» ничейны — для сравнения, при одноцветных слонах процент выигрышных эндшпилей достигает 90 %. Шансы на ничью при двух пешках, одна из которых — крайняя, и поле превращения которой не совпадает с цветом слона (т.н. «не тот слон») резко возрастают: для достижения ничьей король идёт в угол, находящийся перед крайней пешкой, а слон держит поле перед второй пешкой. Отдача слона за эту пешку приводит к теоретической ничьей: короля из угла изгнать при оптимальной игре невозможно.
В позиции Шерона (1952 г.) у чёрных три лишние связанные пешки, однако они не могут достичь победы: 1. Кре2 Кре4 2. Сс4 Сg3 3. Сb5 Крd5 4. Крd3 Се1 5. Сa6 Крс6 6. Крс2 Крb6 7. Cc4 Крa5 8. Крb3, и чёрные не могут усилиться. Однако при сдвигании позиции на один ряд вправо у чёрных появляется план обхода королём на ферзевом фланге, что может привести к победе при неудачном расположении белого короля и слона. Это позволяет говорить о краеугольном понятии для эндшпиля — взаимодействии фигур.
Важнейшим фактором в борьбе слона без пешек против слона с пешками является взаимодействие слона и короля слабейшей стороны. Этот фактор настолько важен, что оценка даже очень похожих позиций может различаться, если в одной из них взаимодействие фигур налажено, а в другой — нет.
|   | a | b | c | d | e | f | g | h |   |
| - | --- | --- | --- | --- | --- | --- | --- | --- | - |
| 8 | c7 чёрный король · e7 чёрный слон · c6 белая пешка · d5 белый король · e5 белая пешка · f5 белый слон | c7 чёрный король · e7 чёрный слон · c6 белая пешка · d5 белый король · e5 белая пешка · f5 белый слон | c7 чёрный король · e7 чёрный слон · c6 белая пешка · d5 белый король · e5 белая пешка · f5 белый слон | c7 чёрный король · e7 чёрный слон · c6 белая пешка · d5 белый король · e5 белая пешка · f5 белый слон | c7 чёрный король · e7 чёрный слон · c6 белая пешка · d5 белый король · e5 белая пешка · f5 белый слон | c7 чёрный король · e7 чёрный слон · c6 белая пешка · d5 белый король · e5 белая пешка · f5 белый слон | c7 чёрный король · e7 чёрный слон · c6 белая пешка · d5 белый король · e5 белая пешка · f5 белый слон | c7 чёрный король · e7 чёрный слон · c6 белая пешка · d5 белый король · e5 белая пешка · f5 белый слон | 8 |
| 7 | c7 чёрный король · e7 чёрный слон · c6 белая пешка · d5 белый король · e5 белая пешка · f5 белый слон | c7 чёрный король · e7 чёрный слон · c6 белая пешка · d5 белый король · e5 белая пешка · f5 белый слон | c7 чёрный король · e7 чёрный слон · c6 белая пешка · d5 белый король · e5 белая пешка · f5 белый слон | c7 чёрный король · e7 чёрный слон · c6 белая пешка · d5 белый король · e5 белая пешка · f5 белый слон | c7 чёрный король · e7 чёрный слон · c6 белая пешка · d5 белый король · e5 белая пешка · f5 белый слон | c7 чёрный король · e7 чёрный слон · c6 белая пешка · d5 белый король · e5 белая пешка · f5 белый слон | c7 чёрный король · e7 чёрный слон · c6 белая пешка · d5 белый король · e5 белая пешка · f5 белый слон | c7 чёрный король · e7 чёрный слон · c6 белая пешка · d5 белый король · e5 белая пешка · f5 белый слон | 7 |
| 6 | c7 чёрный король · e7 чёрный слон · c6 белая пешка · d5 белый король · e5 белая пешка · f5 белый слон | c7 чёрный король · e7 чёрный слон · c6 белая пешка · d5 белый король · e5 белая пешка · f5 белый слон | c7 чёрный король · e7 чёрный слон · c6 белая пешка · d5 белый король · e5 белая пешка · f5 белый слон | c7 чёрный король · e7 чёрный слон · c6 белая пешка · d5 белый король · e5 белая пешка · f5 белый слон | c7 чёрный король · e7 чёрный слон · c6 белая пешка · d5 белый король · e5 белая пешка · f5 белый слон | c7 чёрный король · e7 чёрный слон · c6 белая пешка · d5 белый король · e5 белая пешка · f5 белый слон | c7 чёрный король · e7 чёрный слон · c6 белая пешка · d5 белый король · e5 белая пешка · f5 белый слон | c7 чёрный король · e7 чёрный слон · c6 белая пешка · d5 белый король · e5 белая пешка · f5 белый слон | 6 |
| 5 | c7 чёрный король · e7 чёрный слон · c6 белая пешка · d5 белый король · e5 белая пешка · f5 белый слон | c7 чёрный король · e7 чёрный слон · c6 белая пешка · d5 белый король · e5 белая пешка · f5 белый слон | c7 чёрный король · e7 чёрный слон · c6 белая пешка · d5 белый король · e5 белая пешка · f5 белый слон | c7 чёрный король · e7 чёрный слон · c6 белая пешка · d5 белый король · e5 белая пешка · f5 белый слон | c7 чёрный король · e7 чёрный слон · c6 белая пешка · d5 белый король · e5 белая пешка · f5 белый слон | c7 чёрный король · e7 чёрный слон · c6 белая пешка · d5 белый король · e5 белая пешка · f5 белый слон | c7 чёрный король · e7 чёрный слон · c6 белая пешка · d5 белый король · e5 белая пешка · f5 белый слон | c7 чёрный король · e7 чёрный слон · c6 белая пешка · d5 белый король · e5 белая пешка · f5 белый слон | 5 |
| 4 | c7 чёрный король · e7 чёрный слон · c6 белая пешка · d5 белый король · e5 белая пешка · f5 белый слон | c7 чёрный король · e7 чёрный слон · c6 белая пешка · d5 белый король · e5 белая пешка · f5 белый слон | c7 чёрный король · e7 чёрный слон · c6 белая пешка · d5 белый король · e5 белая пешка · f5 белый слон | c7 чёрный король · e7 чёрный слон · c6 белая пешка · d5 белый король · e5 белая пешка · f5 белый слон | c7 чёрный король · e7 чёрный слон · c6 белая пешка · d5 белый король · e5 белая пешка · f5 белый слон | c7 чёрный король · e7 чёрный слон · c6 белая пешка · d5 белый король · e5 белая пешка · f5 белый слон | c7 чёрный король · e7 чёрный слон · c6 белая пешка · d5 белый король · e5 белая пешка · f5 белый слон | c7 чёрный король · e7 чёрный слон · c6 белая пешка · d5 белый король · e5 белая пешка · f5 белый слон | 4 |
| 3 | c7 чёрный король · e7 чёрный слон · c6 белая пешка · d5 белый король · e5 белая пешка · f5 белый слон | c7 чёрный король · e7 чёрный слон · c6 белая пешка · d5 белый король · e5 белая пешка · f5 белый слон | c7 чёрный король · e7 чёрный слон · c6 белая пешка · d5 белый король · e5 белая пешка · f5 белый слон | c7 чёрный король · e7 чёрный слон · c6 белая пешка · d5 белый король · e5 белая пешка · f5 белый слон | c7 чёрный король · e7 чёрный слон · c6 белая пешка · d5 белый король · e5 белая пешка · f5 белый слон | c7 чёрный король · e7 чёрный слон · c6 белая пешка · d5 белый король · e5 белая пешка · f5 белый слон | c7 чёрный король · e7 чёрный слон · c6 белая пешка · d5 белый король · e5 белая пешка · f5 белый слон | c7 чёрный король · e7 чёрный слон · c6 белая пешка · d5 белый король · e5 белая пешка · f5 белый слон | 3 |
| 2 | c7 чёрный король · e7 чёрный слон · c6 белая пешка · d5 белый король · e5 белая пешка · f5 белый слон | c7 чёрный король · e7 чёрный слон · c6 белая пешка · d5 белый король · e5 белая пешка · f5 белый слон | c7 чёрный король · e7 чёрный слон · c6 белая пешка · d5 белый король · e5 белая пешка · f5 белый слон | c7 чёрный король · e7 чёрный слон · c6 белая пешка · d5 белый король · e5 белая пешка · f5 белый слон | c7 чёрный король · e7 чёрный слон · c6 белая пешка · d5 белый король · e5 белая пешка · f5 белый слон | c7 чёрный король · e7 чёрный слон · c6 белая пешка · d5 белый король · e5 белая пешка · f5 белый слон | c7 чёрный король · e7 чёрный слон · c6 белая пешка · d5 белый король · e5 белая пешка · f5 белый слон | c7 чёрный король · e7 чёрный слон · c6 белая пешка · d5 белый король · e5 белая пешка · f5 белый слон | 2 |
| 1 | c7 чёрный король · e7 чёрный слон · c6 белая пешка · d5 белый король · e5 белая пешка · f5 белый слон | c7 чёрный король · e7 чёрный слон · c6 белая пешка · d5 белый король · e5 белая пешка · f5 белый слон | c7 чёрный король · e7 чёрный слон · c6 белая пешка · d5 белый король · e5 белая пешка · f5 белый слон | c7 чёрный король · e7 чёрный слон · c6 белая пешка · d5 белый король · e5 белая пешка · f5 белый слон | c7 чёрный король · e7 чёрный слон · c6 белая пешка · d5 белый король · e5 белая пешка · f5 белый слон | c7 чёрный король · e7 чёрный слон · c6 белая пешка · d5 белый король · e5 белая пешка · f5 белый слон | c7 чёрный король · e7 чёрный слон · c6 белая пешка · d5 белый король · e5 белая пешка · f5 белый слон | c7 чёрный король · e7 чёрный слон · c6 белая пешка · d5 белый король · e5 белая пешка · f5 белый слон | 1 |
|   | a | b | c | d | e | f | g | h |   |

|   | a | b | c | d | e | f | g | h |   |
| - | --- | --- | --- | --- | --- | --- | --- | --- | - |
| 8 | c7 чёрный король · e7 чёрный слон · c6 белая пешка · d5 белый король · f5 белая пешка · h5 белый слон | c7 чёрный король · e7 чёрный слон · c6 белая пешка · d5 белый король · f5 белая пешка · h5 белый слон | c7 чёрный король · e7 чёрный слон · c6 белая пешка · d5 белый король · f5 белая пешка · h5 белый слон | c7 чёрный король · e7 чёрный слон · c6 белая пешка · d5 белый король · f5 белая пешка · h5 белый слон | c7 чёрный король · e7 чёрный слон · c6 белая пешка · d5 белый король · f5 белая пешка · h5 белый слон | c7 чёрный король · e7 чёрный слон · c6 белая пешка · d5 белый король · f5 белая пешка · h5 белый слон | c7 чёрный король · e7 чёрный слон · c6 белая пешка · d5 белый король · f5 белая пешка · h5 белый слон | c7 чёрный король · e7 чёрный слон · c6 белая пешка · d5 белый король · f5 белая пешка · h5 белый слон | 8 |
| 7 | c7 чёрный король · e7 чёрный слон · c6 белая пешка · d5 белый король · f5 белая пешка · h5 белый слон | c7 чёрный король · e7 чёрный слон · c6 белая пешка · d5 белый король · f5 белая пешка · h5 белый слон | c7 чёрный король · e7 чёрный слон · c6 белая пешка · d5 белый король · f5 белая пешка · h5 белый слон | c7 чёрный король · e7 чёрный слон · c6 белая пешка · d5 белый король · f5 белая пешка · h5 белый слон | c7 чёрный король · e7 чёрный слон · c6 белая пешка · d5 белый король · f5 белая пешка · h5 белый слон | c7 чёрный король · e7 чёрный слон · c6 белая пешка · d5 белый король · f5 белая пешка · h5 белый слон | c7 чёрный король · e7 чёрный слон · c6 белая пешка · d5 белый король · f5 белая пешка · h5 белый слон | c7 чёрный король · e7 чёрный слон · c6 белая пешка · d5 белый король · f5 белая пешка · h5 белый слон | 7 |
| 6 | c7 чёрный король · e7 чёрный слон · c6 белая пешка · d5 белый король · f5 белая пешка · h5 белый слон | c7 чёрный король · e7 чёрный слон · c6 белая пешка · d5 белый король · f5 белая пешка · h5 белый слон | c7 чёрный король · e7 чёрный слон · c6 белая пешка · d5 белый король · f5 белая пешка · h5 белый слон | c7 чёрный король · e7 чёрный слон · c6 белая пешка · d5 белый король · f5 белая пешка · h5 белый слон | c7 чёрный король · e7 чёрный слон · c6 белая пешка · d5 белый король · f5 белая пешка · h5 белый слон | c7 чёрный король · e7 чёрный слон · c6 белая пешка · d5 белый король · f5 белая пешка · h5 белый слон | c7 чёрный король · e7 чёрный слон · c6 белая пешка · d5 белый король · f5 белая пешка · h5 белый слон | c7 чёрный король · e7 чёрный слон · c6 белая пешка · d5 белый король · f5 белая пешка · h5 белый слон | 6 |
| 5 | c7 чёрный король · e7 чёрный слон · c6 белая пешка · d5 белый король · f5 белая пешка · h5 белый слон | c7 чёрный король · e7 чёрный слон · c6 белая пешка · d5 белый король · f5 белая пешка · h5 белый слон | c7 чёрный король · e7 чёрный слон · c6 белая пешка · d5 белый король · f5 белая пешка · h5 белый слон | c7 чёрный король · e7 чёрный слон · c6 белая пешка · d5 белый король · f5 белая пешка · h5 белый слон | c7 чёрный король · e7 чёрный слон · c6 белая пешка · d5 белый король · f5 белая пешка · h5 белый слон | c7 чёрный король · e7 чёрный слон · c6 белая пешка · d5 белый король · f5 белая пешка · h5 белый слон | c7 чёрный король · e7 чёрный слон · c6 белая пешка · d5 белый король · f5 белая пешка · h5 белый слон | c7 чёрный король · e7 чёрный слон · c6 белая пешка · d5 белый король · f5 белая пешка · h5 белый слон | 5 |
| 4 | c7 чёрный король · e7 чёрный слон · c6 белая пешка · d5 белый король · f5 белая пешка · h5 белый слон | c7 чёрный король · e7 чёрный слон · c6 белая пешка · d5 белый король · f5 белая пешка · h5 белый слон | c7 чёрный король · e7 чёрный слон · c6 белая пешка · d5 белый король · f5 белая пешка · h5 белый слон | c7 чёрный король · e7 чёрный слон · c6 белая пешка · d5 белый король · f5 белая пешка · h5 белый слон | c7 чёрный король · e7 чёрный слон · c6 белая пешка · d5 белый король · f5 белая пешка · h5 белый слон | c7 чёрный король · e7 чёрный слон · c6 белая пешка · d5 белый король · f5 белая пешка · h5 белый слон | c7 чёрный король · e7 чёрный слон · c6 белая пешка · d5 белый король · f5 белая пешка · h5 белый слон | c7 чёрный король · e7 чёрный слон · c6 белая пешка · d5 белый король · f5 белая пешка · h5 белый слон | 4 |
| 3 | c7 чёрный король · e7 чёрный слон · c6 белая пешка · d5 белый король · f5 белая пешка · h5 белый слон | c7 чёрный король · e7 чёрный слон · c6 белая пешка · d5 белый король · f5 белая пешка · h5 белый слон | c7 чёрный король · e7 чёрный слон · c6 белая пешка · d5 белый король · f5 белая пешка · h5 белый слон | c7 чёрный король · e7 чёрный слон · c6 белая пешка · d5 белый король · f5 белая пешка · h5 белый слон | c7 чёрный король · e7 чёрный слон · c6 белая пешка · d5 белый король · f5 белая пешка · h5 белый слон | c7 чёрный король · e7 чёрный слон · c6 белая пешка · d5 белый король · f5 белая пешка · h5 белый слон | c7 чёрный король · e7 чёрный слон · c6 белая пешка · d5 белый король · f5 белая пешка · h5 белый слон | c7 чёрный король · e7 чёрный слон · c6 белая пешка · d5 белый король · f5 белая пешка · h5 белый слон | 3 |
| 2 | c7 чёрный король · e7 чёрный слон · c6 белая пешка · d5 белый король · f5 белая пешка · h5 белый слон | c7 чёрный король · e7 чёрный слон · c6 белая пешка · d5 белый король · f5 белая пешка · h5 белый слон | c7 чёрный король · e7 чёрный слон · c6 белая пешка · d5 белый король · f5 белая пешка · h5 белый слон | c7 чёрный король · e7 чёрный слон · c6 белая пешка · d5 белый король · f5 белая пешка · h5 белый слон | c7 чёрный король · e7 чёрный слон · c6 белая пешка · d5 белый король · f5 белая пешка · h5 белый слон | c7 чёрный король · e7 чёрный слон · c6 белая пешка · d5 белый король · f5 белая пешка · h5 белый слон | c7 чёрный король · e7 чёрный слон · c6 белая пешка · d5 белый король · f5 белая пешка · h5 белый слон | c7 чёрный король · e7 чёрный слон · c6 белая пешка · d5 белый король · f5 белая пешка · h5 белый слон | 2 |
| 1 | c7 чёрный король · e7 чёрный слон · c6 белая пешка · d5 белый король · f5 белая пешка · h5 белый слон | c7 чёрный король · e7 чёрный слон · c6 белая пешка · d5 белый король · f5 белая пешка · h5 белый слон | c7 чёрный король · e7 чёрный слон · c6 белая пешка · d5 белый король · f5 белая пешка · h5 белый слон | c7 чёрный король · e7 чёрный слон · c6 белая пешка · d5 белый король · f5 белая пешка · h5 белый слон | c7 чёрный король · e7 чёрный слон · c6 белая пешка · d5 белый король · f5 белая пешка · h5 белый слон | c7 чёрный король · e7 чёрный слон · c6 белая пешка · d5 белый король · f5 белая пешка · h5 белый слон | c7 чёрный король · e7 чёрный слон · c6 белая пешка · d5 белый король · f5 белая пешка · h5 белый слон | c7 чёрный король · e7 чёрный слон · c6 белая пешка · d5 белый король · f5 белая пешка · h5 белый слон | 1 |
|   | a | b | c | d | e | f | g | h |   |

|   | a | b | c | d | e | f | g | h |   |
| - | --- | --- | --- | --- | --- | --- | --- | --- | - |
| 8 | c7 чёрный слон · d7 белый слон · c6 белая пешка · g5 чёрный король · e4 белый король · f3 белая пешка | c7 чёрный слон · d7 белый слон · c6 белая пешка · g5 чёрный король · e4 белый король · f3 белая пешка | c7 чёрный слон · d7 белый слон · c6 белая пешка · g5 чёрный король · e4 белый король · f3 белая пешка | c7 чёрный слон · d7 белый слон · c6 белая пешка · g5 чёрный король · e4 белый король · f3 белая пешка | c7 чёрный слон · d7 белый слон · c6 белая пешка · g5 чёрный король · e4 белый король · f3 белая пешка | c7 чёрный слон · d7 белый слон · c6 белая пешка · g5 чёрный король · e4 белый король · f3 белая пешка | c7 чёрный слон · d7 белый слон · c6 белая пешка · g5 чёрный король · e4 белый король · f3 белая пешка | c7 чёрный слон · d7 белый слон · c6 белая пешка · g5 чёрный король · e4 белый король · f3 белая пешка | 8 |
| 7 | c7 чёрный слон · d7 белый слон · c6 белая пешка · g5 чёрный король · e4 белый король · f3 белая пешка | c7 чёрный слон · d7 белый слон · c6 белая пешка · g5 чёрный король · e4 белый король · f3 белая пешка | c7 чёрный слон · d7 белый слон · c6 белая пешка · g5 чёрный король · e4 белый король · f3 белая пешка | c7 чёрный слон · d7 белый слон · c6 белая пешка · g5 чёрный король · e4 белый король · f3 белая пешка | c7 чёрный слон · d7 белый слон · c6 белая пешка · g5 чёрный король · e4 белый король · f3 белая пешка | c7 чёрный слон · d7 белый слон · c6 белая пешка · g5 чёрный король · e4 белый король · f3 белая пешка | c7 чёрный слон · d7 белый слон · c6 белая пешка · g5 чёрный король · e4 белый король · f3 белая пешка | c7 чёрный слон · d7 белый слон · c6 белая пешка · g5 чёрный король · e4 белый король · f3 белая пешка | 7 |
| 6 | c7 чёрный слон · d7 белый слон · c6 белая пешка · g5 чёрный король · e4 белый король · f3 белая пешка | c7 чёрный слон · d7 белый слон · c6 белая пешка · g5 чёрный король · e4 белый король · f3 белая пешка | c7 чёрный слон · d7 белый слон · c6 белая пешка · g5 чёрный король · e4 белый король · f3 белая пешка | c7 чёрный слон · d7 белый слон · c6 белая пешка · g5 чёрный король · e4 белый король · f3 белая пешка | c7 чёрный слон · d7 белый слон · c6 белая пешка · g5 чёрный король · e4 белый король · f3 белая пешка | c7 чёрный слон · d7 белый слон · c6 белая пешка · g5 чёрный король · e4 белый король · f3 белая пешка | c7 чёрный слон · d7 белый слон · c6 белая пешка · g5 чёрный король · e4 белый король · f3 белая пешка | c7 чёрный слон · d7 белый слон · c6 белая пешка · g5 чёрный король · e4 белый король · f3 белая пешка | 6 |
| 5 | c7 чёрный слон · d7 белый слон · c6 белая пешка · g5 чёрный король · e4 белый король · f3 белая пешка | c7 чёрный слон · d7 белый слон · c6 белая пешка · g5 чёрный король · e4 белый король · f3 белая пешка | c7 чёрный слон · d7 белый слон · c6 белая пешка · g5 чёрный король · e4 белый король · f3 белая пешка | c7 чёрный слон · d7 белый слон · c6 белая пешка · g5 чёрный король · e4 белый король · f3 белая пешка | c7 чёрный слон · d7 белый слон · c6 белая пешка · g5 чёрный король · e4 белый король · f3 белая пешка | c7 чёрный слон · d7 белый слон · c6 белая пешка · g5 чёрный король · e4 белый король · f3 белая пешка | c7 чёрный слон · d7 белый слон · c6 белая пешка · g5 чёрный король · e4 белый король · f3 белая пешка | c7 чёрный слон · d7 белый слон · c6 белая пешка · g5 чёрный король · e4 белый король · f3 белая пешка | 5 |
| 4 | c7 чёрный слон · d7 белый слон · c6 белая пешка · g5 чёрный король · e4 белый король · f3 белая пешка | c7 чёрный слон · d7 белый слон · c6 белая пешка · g5 чёрный король · e4 белый король · f3 белая пешка | c7 чёрный слон · d7 белый слон · c6 белая пешка · g5 чёрный король · e4 белый король · f3 белая пешка | c7 чёрный слон · d7 белый слон · c6 белая пешка · g5 чёрный король · e4 белый король · f3 белая пешка | c7 чёрный слон · d7 белый слон · c6 белая пешка · g5 чёрный король · e4 белый король · f3 белая пешка | c7 чёрный слон · d7 белый слон · c6 белая пешка · g5 чёрный король · e4 белый король · f3 белая пешка | c7 чёрный слон · d7 белый слон · c6 белая пешка · g5 чёрный король · e4 белый король · f3 белая пешка | c7 чёрный слон · d7 белый слон · c6 белая пешка · g5 чёрный король · e4 белый король · f3 белая пешка | 4 |
| 3 | c7 чёрный слон · d7 белый слон · c6 белая пешка · g5 чёрный король · e4 белый король · f3 белая пешка | c7 чёрный слон · d7 белый слон · c6 белая пешка · g5 чёрный король · e4 белый король · f3 белая пешка | c7 чёрный слон · d7 белый слон · c6 белая пешка · g5 чёрный король · e4 белый король · f3 белая пешка | c7 чёрный слон · d7 белый слон · c6 белая пешка · g5 чёрный король · e4 белый король · f3 белая пешка | c7 чёрный слон · d7 белый слон · c6 белая пешка · g5 чёрный король · e4 белый король · f3 белая пешка | c7 чёрный слон · d7 белый слон · c6 белая пешка · g5 чёрный король · e4 белый король · f3 белая пешка | c7 чёрный слон · d7 белый слон · c6 белая пешка · g5 чёрный король · e4 белый король · f3 белая пешка | c7 чёрный слон · d7 белый слон · c6 белая пешка · g5 чёрный король · e4 белый король · f3 белая пешка | 3 |
| 2 | c7 чёрный слон · d7 белый слон · c6 белая пешка · g5 чёрный король · e4 белый король · f3 белая пешка | c7 чёрный слон · d7 белый слон · c6 белая пешка · g5 чёрный король · e4 белый король · f3 белая пешка | c7 чёрный слон · d7 белый слон · c6 белая пешка · g5 чёрный король · e4 белый король · f3 белая пешка | c7 чёрный слон · d7 белый слон · c6 белая пешка · g5 чёрный король · e4 белый король · f3 белая пешка | c7 чёрный слон · d7 белый слон · c6 белая пешка · g5 чёрный король · e4 белый король · f3 белая пешка | c7 чёрный слон · d7 белый слон · c6 белая пешка · g5 чёрный король · e4 белый король · f3 белая пешка | c7 чёрный слон · d7 белый слон · c6 белая пешка · g5 чёрный король · e4 белый король · f3 белая пешка | c7 чёрный слон · d7 белый слон · c6 белая пешка · g5 чёрный король · e4 белый король · f3 белая пешка | 2 |
| 1 | c7 чёрный слон · d7 белый слон · c6 белая пешка · g5 чёрный король · e4 белый король · f3 белая пешка | c7 чёрный слон · d7 белый слон · c6 белая пешка · g5 чёрный король · e4 белый король · f3 белая пешка | c7 чёрный слон · d7 белый слон · c6 белая пешка · g5 чёрный король · e4 белый король · f3 белая пешка | c7 чёрный слон · d7 белый слон · c6 белая пешка · g5 чёрный король · e4 белый король · f3 белая пешка | c7 чёрный слон · d7 белый слон · c6 белая пешка · g5 чёрный король · e4 белый король · f3 белая пешка | c7 чёрный слон · d7 белый слон · c6 белая пешка · g5 чёрный король · e4 белый король · f3 белая пешка | c7 чёрный слон · d7 белый слон · c6 белая пешка · g5 чёрный король · e4 белый король · f3 белая пешка | c7 чёрный слон · d7 белый слон · c6 белая пешка · g5 чёрный король · e4 белый король · f3 белая пешка | 1 |
|   | a | b | c | d | e | f | g | h |   |

В первой позиции Сальвиоли взаимодействие обеспечивается близостью слона и короля: 1. Кре6 Сb4 2. Се4 Крd8 3. Крf7 Сa3 4. e6 Сb4. Король и слон чёрных вместе держат оба поля продвижения пешек. Несмотря на то, что белые проникли королём на f7, усилиться они не могут — чтобы продвинуть пешку, необходимо пожертвовать вторую, тогда жертва слона за оставшуюся пешку обеспечивает чёрным ничью.
Однако во второй позиции Сальвиоли, отличающейся от первой лишь незначительно, взаимодействия фигур защищающейся стороны уже нет: 1. Cf3 Крd8 2. Кре6 Сb4 3. f6 Сa5 4. f7 Сb4 5. Крf6 Сс3+ 6. Крg6 Cb4 7. Крg7, и белые побеждают.
Может сложиться впечатление, что в разной оценке таких позиций виновен фактор расстояния между пешками. Действительно, часто такой фактор выгоден сильнейшей стороне, однако далеко не всегда он позволяет добиться победы: все зависит от конкретной ситуации на доске.
|   | a | b | c | d | e | f | g | h |   |
| - | --- | --- | --- | --- | --- | --- | --- | --- | - |
| 8 | d7 чёрный король · c5 чёрная пешка · d5 белый король · e3 чёрный слон · g3 чёрная пешка · f1 белый слон | d7 чёрный король · c5 чёрная пешка · d5 белый король · e3 чёрный слон · g3 чёрная пешка · f1 белый слон | d7 чёрный король · c5 чёрная пешка · d5 белый король · e3 чёрный слон · g3 чёрная пешка · f1 белый слон | d7 чёрный король · c5 чёрная пешка · d5 белый король · e3 чёрный слон · g3 чёрная пешка · f1 белый слон | d7 чёрный король · c5 чёрная пешка · d5 белый король · e3 чёрный слон · g3 чёрная пешка · f1 белый слон | d7 чёрный король · c5 чёрная пешка · d5 белый король · e3 чёрный слон · g3 чёрная пешка · f1 белый слон | d7 чёрный король · c5 чёрная пешка · d5 белый король · e3 чёрный слон · g3 чёрная пешка · f1 белый слон | d7 чёрный король · c5 чёрная пешка · d5 белый король · e3 чёрный слон · g3 чёрная пешка · f1 белый слон | 8 |
| 7 | d7 чёрный король · c5 чёрная пешка · d5 белый король · e3 чёрный слон · g3 чёрная пешка · f1 белый слон | d7 чёрный король · c5 чёрная пешка · d5 белый король · e3 чёрный слон · g3 чёрная пешка · f1 белый слон | d7 чёрный король · c5 чёрная пешка · d5 белый король · e3 чёрный слон · g3 чёрная пешка · f1 белый слон | d7 чёрный король · c5 чёрная пешка · d5 белый король · e3 чёрный слон · g3 чёрная пешка · f1 белый слон | d7 чёрный король · c5 чёрная пешка · d5 белый король · e3 чёрный слон · g3 чёрная пешка · f1 белый слон | d7 чёрный король · c5 чёрная пешка · d5 белый король · e3 чёрный слон · g3 чёрная пешка · f1 белый слон | d7 чёрный король · c5 чёрная пешка · d5 белый король · e3 чёрный слон · g3 чёрная пешка · f1 белый слон | d7 чёрный король · c5 чёрная пешка · d5 белый король · e3 чёрный слон · g3 чёрная пешка · f1 белый слон | 7 |
| 6 | d7 чёрный король · c5 чёрная пешка · d5 белый король · e3 чёрный слон · g3 чёрная пешка · f1 белый слон | d7 чёрный король · c5 чёрная пешка · d5 белый король · e3 чёрный слон · g3 чёрная пешка · f1 белый слон | d7 чёрный король · c5 чёрная пешка · d5 белый король · e3 чёрный слон · g3 чёрная пешка · f1 белый слон | d7 чёрный король · c5 чёрная пешка · d5 белый король · e3 чёрный слон · g3 чёрная пешка · f1 белый слон | d7 чёрный король · c5 чёрная пешка · d5 белый король · e3 чёрный слон · g3 чёрная пешка · f1 белый слон | d7 чёрный король · c5 чёрная пешка · d5 белый король · e3 чёрный слон · g3 чёрная пешка · f1 белый слон | d7 чёрный король · c5 чёрная пешка · d5 белый король · e3 чёрный слон · g3 чёрная пешка · f1 белый слон | d7 чёрный король · c5 чёрная пешка · d5 белый король · e3 чёрный слон · g3 чёрная пешка · f1 белый слон | 6 |
| 5 | d7 чёрный король · c5 чёрная пешка · d5 белый король · e3 чёрный слон · g3 чёрная пешка · f1 белый слон | d7 чёрный король · c5 чёрная пешка · d5 белый король · e3 чёрный слон · g3 чёрная пешка · f1 белый слон | d7 чёрный король · c5 чёрная пешка · d5 белый король · e3 чёрный слон · g3 чёрная пешка · f1 белый слон | d7 чёрный король · c5 чёрная пешка · d5 белый король · e3 чёрный слон · g3 чёрная пешка · f1 белый слон | d7 чёрный король · c5 чёрная пешка · d5 белый король · e3 чёрный слон · g3 чёрная пешка · f1 белый слон | d7 чёрный король · c5 чёрная пешка · d5 белый король · e3 чёрный слон · g3 чёрная пешка · f1 белый слон | d7 чёрный король · c5 чёрная пешка · d5 белый король · e3 чёрный слон · g3 чёрная пешка · f1 белый слон | d7 чёрный король · c5 чёрная пешка · d5 белый король · e3 чёрный слон · g3 чёрная пешка · f1 белый слон | 5 |
| 4 | d7 чёрный король · c5 чёрная пешка · d5 белый король · e3 чёрный слон · g3 чёрная пешка · f1 белый слон | d7 чёрный король · c5 чёрная пешка · d5 белый король · e3 чёрный слон · g3 чёрная пешка · f1 белый слон | d7 чёрный король · c5 чёрная пешка · d5 белый король · e3 чёрный слон · g3 чёрная пешка · f1 белый слон | d7 чёрный король · c5 чёрная пешка · d5 белый король · e3 чёрный слон · g3 чёрная пешка · f1 белый слон | d7 чёрный король · c5 чёрная пешка · d5 белый король · e3 чёрный слон · g3 чёрная пешка · f1 белый слон | d7 чёрный король · c5 чёрная пешка · d5 белый король · e3 чёрный слон · g3 чёрная пешка · f1 белый слон | d7 чёрный король · c5 чёрная пешка · d5 белый король · e3 чёрный слон · g3 чёрная пешка · f1 белый слон | d7 чёрный король · c5 чёрная пешка · d5 белый король · e3 чёрный слон · g3 чёрная пешка · f1 белый слон | 4 |
| 3 | d7 чёрный король · c5 чёрная пешка · d5 белый король · e3 чёрный слон · g3 чёрная пешка · f1 белый слон | d7 чёрный король · c5 чёрная пешка · d5 белый король · e3 чёрный слон · g3 чёрная пешка · f1 белый слон | d7 чёрный король · c5 чёрная пешка · d5 белый король · e3 чёрный слон · g3 чёрная пешка · f1 белый слон | d7 чёрный король · c5 чёрная пешка · d5 белый король · e3 чёрный слон · g3 чёрная пешка · f1 белый слон | d7 чёрный король · c5 чёрная пешка · d5 белый король · e3 чёрный слон · g3 чёрная пешка · f1 белый слон | d7 чёрный король · c5 чёрная пешка · d5 белый король · e3 чёрный слон · g3 чёрная пешка · f1 белый слон | d7 чёрный король · c5 чёрная пешка · d5 белый король · e3 чёрный слон · g3 чёрная пешка · f1 белый слон | d7 чёрный король · c5 чёрная пешка · d5 белый король · e3 чёрный слон · g3 чёрная пешка · f1 белый слон | 3 |
| 2 | d7 чёрный король · c5 чёрная пешка · d5 белый король · e3 чёрный слон · g3 чёрная пешка · f1 белый слон | d7 чёрный король · c5 чёрная пешка · d5 белый король · e3 чёрный слон · g3 чёрная пешка · f1 белый слон | d7 чёрный король · c5 чёрная пешка · d5 белый король · e3 чёрный слон · g3 чёрная пешка · f1 белый слон | d7 чёрный король · c5 чёрная пешка · d5 белый король · e3 чёрный слон · g3 чёрная пешка · f1 белый слон | d7 чёрный король · c5 чёрная пешка · d5 белый король · e3 чёрный слон · g3 чёрная пешка · f1 белый слон | d7 чёрный король · c5 чёрная пешка · d5 белый король · e3 чёрный слон · g3 чёрная пешка · f1 белый слон | d7 чёрный король · c5 чёрная пешка · d5 белый король · e3 чёрный слон · g3 чёрная пешка · f1 белый слон | d7 чёрный король · c5 чёрная пешка · d5 белый король · e3 чёрный слон · g3 чёрная пешка · f1 белый слон | 2 |
| 1 | d7 чёрный король · c5 чёрная пешка · d5 белый король · e3 чёрный слон · g3 чёрная пешка · f1 белый слон | d7 чёрный король · c5 чёрная пешка · d5 белый король · e3 чёрный слон · g3 чёрная пешка · f1 белый слон | d7 чёрный король · c5 чёрная пешка · d5 белый король · e3 чёрный слон · g3 чёрная пешка · f1 белый слон | d7 чёрный король · c5 чёрная пешка · d5 белый король · e3 чёрный слон · g3 чёрная пешка · f1 белый слон | d7 чёрный король · c5 чёрная пешка · d5 белый король · e3 чёрный слон · g3 чёрная пешка · f1 белый слон | d7 чёрный король · c5 чёрная пешка · d5 белый король · e3 чёрный слон · g3 чёрная пешка · f1 белый слон | d7 чёрный король · c5 чёрная пешка · d5 белый король · e3 чёрный слон · g3 чёрная пешка · f1 белый слон | d7 чёрный король · c5 чёрная пешка · d5 белый король · e3 чёрный слон · g3 чёрная пешка · f1 белый слон | 1 |
|   | a | b | c | d | e | f | g | h |   |

Американский гроссмейстер Ройбен Файн в Basic Chess Endings сформулировал правило: «если расстояние между пешками составляет два ряда или более, то сильнейшая сторона побеждает». Разумеется, это правило далеко не всегда верно. В позиции Авербаха (1950) расстояние между пешками составляет три ряда, но взаимодействие чёрных фигур настолько хорошо налажено, что белые никак усилиться не могут. Поэтому приоритет при оценке такого типа окончаний следует отдавать именно взаимодействию фигур слабейшей стороны.

Слепое следование правилу Файна может привести к неверному решению, что подчас гибельно. Так, в партии Миллер — Сейди белые капитулировали. Хотя эта позиция «по правилу Файна» проиграна, в действительности белые спасались активной защитой, налаживая взаимодействие и устанавливая блокаду пешек: 1. Сh3+ Крe7 2. Сg2 Крf6 3. Сh3 Крg5 4. Сg2 Крf4 5. Крc4! Сd4 6. Крd3 Сg1 7. Сc6 Крg4 8. Сg2! Сf2 9. Крc4! Крf4 10. Крd3 Крe5 11. Крc4 =

#### Слон с пешками против слона с пешками
При таком соотношении сил шансы на победу сильнейшей стороны связаны в основном с неудачной позицией фигур противника. Видный теоретик эндшпиля Юрий Авербах выделил три типичные позиции, гарантирующие слабейшей стороне ничью при оптимальной игре:
|   | a | b | c | d | e | f | g | h |   |
| - | --- | --- | --- | --- | --- | --- | --- | --- | - |
| 8 | d7 чёрный король · d6 белая пешка · g6 чёрная пешка · b5 чёрная пешка · e5 белый король · f5 чёрный слон · h5 чёрная пешка · a4 чёрная пешка · b4 белый слон · h4 белая пешка · a3 белая пешка · g3 белая пешка · b2 белая пешка | d7 чёрный король · d6 белая пешка · g6 чёрная пешка · b5 чёрная пешка · e5 белый король · f5 чёрный слон · h5 чёрная пешка · a4 чёрная пешка · b4 белый слон · h4 белая пешка · a3 белая пешка · g3 белая пешка · b2 белая пешка | d7 чёрный король · d6 белая пешка · g6 чёрная пешка · b5 чёрная пешка · e5 белый король · f5 чёрный слон · h5 чёрная пешка · a4 чёрная пешка · b4 белый слон · h4 белая пешка · a3 белая пешка · g3 белая пешка · b2 белая пешка | d7 чёрный король · d6 белая пешка · g6 чёрная пешка · b5 чёрная пешка · e5 белый король · f5 чёрный слон · h5 чёрная пешка · a4 чёрная пешка · b4 белый слон · h4 белая пешка · a3 белая пешка · g3 белая пешка · b2 белая пешка | d7 чёрный король · d6 белая пешка · g6 чёрная пешка · b5 чёрная пешка · e5 белый король · f5 чёрный слон · h5 чёрная пешка · a4 чёрная пешка · b4 белый слон · h4 белая пешка · a3 белая пешка · g3 белая пешка · b2 белая пешка | d7 чёрный король · d6 белая пешка · g6 чёрная пешка · b5 чёрная пешка · e5 белый король · f5 чёрный слон · h5 чёрная пешка · a4 чёрная пешка · b4 белый слон · h4 белая пешка · a3 белая пешка · g3 белая пешка · b2 белая пешка | d7 чёрный король · d6 белая пешка · g6 чёрная пешка · b5 чёрная пешка · e5 белый король · f5 чёрный слон · h5 чёрная пешка · a4 чёрная пешка · b4 белый слон · h4 белая пешка · a3 белая пешка · g3 белая пешка · b2 белая пешка | d7 чёрный король · d6 белая пешка · g6 чёрная пешка · b5 чёрная пешка · e5 белый король · f5 чёрный слон · h5 чёрная пешка · a4 чёрная пешка · b4 белый слон · h4 белая пешка · a3 белая пешка · g3 белая пешка · b2 белая пешка | 8 |
| 7 | d7 чёрный король · d6 белая пешка · g6 чёрная пешка · b5 чёрная пешка · e5 белый король · f5 чёрный слон · h5 чёрная пешка · a4 чёрная пешка · b4 белый слон · h4 белая пешка · a3 белая пешка · g3 белая пешка · b2 белая пешка | d7 чёрный король · d6 белая пешка · g6 чёрная пешка · b5 чёрная пешка · e5 белый король · f5 чёрный слон · h5 чёрная пешка · a4 чёрная пешка · b4 белый слон · h4 белая пешка · a3 белая пешка · g3 белая пешка · b2 белая пешка | d7 чёрный король · d6 белая пешка · g6 чёрная пешка · b5 чёрная пешка · e5 белый король · f5 чёрный слон · h5 чёрная пешка · a4 чёрная пешка · b4 белый слон · h4 белая пешка · a3 белая пешка · g3 белая пешка · b2 белая пешка | d7 чёрный король · d6 белая пешка · g6 чёрная пешка · b5 чёрная пешка · e5 белый король · f5 чёрный слон · h5 чёрная пешка · a4 чёрная пешка · b4 белый слон · h4 белая пешка · a3 белая пешка · g3 белая пешка · b2 белая пешка | d7 чёрный король · d6 белая пешка · g6 чёрная пешка · b5 чёрная пешка · e5 белый король · f5 чёрный слон · h5 чёрная пешка · a4 чёрная пешка · b4 белый слон · h4 белая пешка · a3 белая пешка · g3 белая пешка · b2 белая пешка | d7 чёрный король · d6 белая пешка · g6 чёрная пешка · b5 чёрная пешка · e5 белый король · f5 чёрный слон · h5 чёрная пешка · a4 чёрная пешка · b4 белый слон · h4 белая пешка · a3 белая пешка · g3 белая пешка · b2 белая пешка | d7 чёрный король · d6 белая пешка · g6 чёрная пешка · b5 чёрная пешка · e5 белый король · f5 чёрный слон · h5 чёрная пешка · a4 чёрная пешка · b4 белый слон · h4 белая пешка · a3 белая пешка · g3 белая пешка · b2 белая пешка | d7 чёрный король · d6 белая пешка · g6 чёрная пешка · b5 чёрная пешка · e5 белый король · f5 чёрный слон · h5 чёрная пешка · a4 чёрная пешка · b4 белый слон · h4 белая пешка · a3 белая пешка · g3 белая пешка · b2 белая пешка | 7 |
| 6 | d7 чёрный король · d6 белая пешка · g6 чёрная пешка · b5 чёрная пешка · e5 белый король · f5 чёрный слон · h5 чёрная пешка · a4 чёрная пешка · b4 белый слон · h4 белая пешка · a3 белая пешка · g3 белая пешка · b2 белая пешка | d7 чёрный король · d6 белая пешка · g6 чёрная пешка · b5 чёрная пешка · e5 белый король · f5 чёрный слон · h5 чёрная пешка · a4 чёрная пешка · b4 белый слон · h4 белая пешка · a3 белая пешка · g3 белая пешка · b2 белая пешка | d7 чёрный король · d6 белая пешка · g6 чёрная пешка · b5 чёрная пешка · e5 белый король · f5 чёрный слон · h5 чёрная пешка · a4 чёрная пешка · b4 белый слон · h4 белая пешка · a3 белая пешка · g3 белая пешка · b2 белая пешка | d7 чёрный король · d6 белая пешка · g6 чёрная пешка · b5 чёрная пешка · e5 белый король · f5 чёрный слон · h5 чёрная пешка · a4 чёрная пешка · b4 белый слон · h4 белая пешка · a3 белая пешка · g3 белая пешка · b2 белая пешка | d7 чёрный король · d6 белая пешка · g6 чёрная пешка · b5 чёрная пешка · e5 белый король · f5 чёрный слон · h5 чёрная пешка · a4 чёрная пешка · b4 белый слон · h4 белая пешка · a3 белая пешка · g3 белая пешка · b2 белая пешка | d7 чёрный король · d6 белая пешка · g6 чёрная пешка · b5 чёрная пешка · e5 белый король · f5 чёрный слон · h5 чёрная пешка · a4 чёрная пешка · b4 белый слон · h4 белая пешка · a3 белая пешка · g3 белая пешка · b2 белая пешка | d7 чёрный король · d6 белая пешка · g6 чёрная пешка · b5 чёрная пешка · e5 белый король · f5 чёрный слон · h5 чёрная пешка · a4 чёрная пешка · b4 белый слон · h4 белая пешка · a3 белая пешка · g3 белая пешка · b2 белая пешка | d7 чёрный король · d6 белая пешка · g6 чёрная пешка · b5 чёрная пешка · e5 белый король · f5 чёрный слон · h5 чёрная пешка · a4 чёрная пешка · b4 белый слон · h4 белая пешка · a3 белая пешка · g3 белая пешка · b2 белая пешка | 6 |
| 5 | d7 чёрный король · d6 белая пешка · g6 чёрная пешка · b5 чёрная пешка · e5 белый король · f5 чёрный слон · h5 чёрная пешка · a4 чёрная пешка · b4 белый слон · h4 белая пешка · a3 белая пешка · g3 белая пешка · b2 белая пешка | d7 чёрный король · d6 белая пешка · g6 чёрная пешка · b5 чёрная пешка · e5 белый король · f5 чёрный слон · h5 чёрная пешка · a4 чёрная пешка · b4 белый слон · h4 белая пешка · a3 белая пешка · g3 белая пешка · b2 белая пешка | d7 чёрный король · d6 белая пешка · g6 чёрная пешка · b5 чёрная пешка · e5 белый король · f5 чёрный слон · h5 чёрная пешка · a4 чёрная пешка · b4 белый слон · h4 белая пешка · a3 белая пешка · g3 белая пешка · b2 белая пешка | d7 чёрный король · d6 белая пешка · g6 чёрная пешка · b5 чёрная пешка · e5 белый король · f5 чёрный слон · h5 чёрная пешка · a4 чёрная пешка · b4 белый слон · h4 белая пешка · a3 белая пешка · g3 белая пешка · b2 белая пешка | d7 чёрный король · d6 белая пешка · g6 чёрная пешка · b5 чёрная пешка · e5 белый король · f5 чёрный слон · h5 чёрная пешка · a4 чёрная пешка · b4 белый слон · h4 белая пешка · a3 белая пешка · g3 белая пешка · b2 белая пешка | d7 чёрный король · d6 белая пешка · g6 чёрная пешка · b5 чёрная пешка · e5 белый король · f5 чёрный слон · h5 чёрная пешка · a4 чёрная пешка · b4 белый слон · h4 белая пешка · a3 белая пешка · g3 белая пешка · b2 белая пешка | d7 чёрный король · d6 белая пешка · g6 чёрная пешка · b5 чёрная пешка · e5 белый король · f5 чёрный слон · h5 чёрная пешка · a4 чёрная пешка · b4 белый слон · h4 белая пешка · a3 белая пешка · g3 белая пешка · b2 белая пешка | d7 чёрный король · d6 белая пешка · g6 чёрная пешка · b5 чёрная пешка · e5 белый король · f5 чёрный слон · h5 чёрная пешка · a4 чёрная пешка · b4 белый слон · h4 белая пешка · a3 белая пешка · g3 белая пешка · b2 белая пешка | 5 |
| 4 | d7 чёрный король · d6 белая пешка · g6 чёрная пешка · b5 чёрная пешка · e5 белый король · f5 чёрный слон · h5 чёрная пешка · a4 чёрная пешка · b4 белый слон · h4 белая пешка · a3 белая пешка · g3 белая пешка · b2 белая пешка | d7 чёрный король · d6 белая пешка · g6 чёрная пешка · b5 чёрная пешка · e5 белый король · f5 чёрный слон · h5 чёрная пешка · a4 чёрная пешка · b4 белый слон · h4 белая пешка · a3 белая пешка · g3 белая пешка · b2 белая пешка | d7 чёрный король · d6 белая пешка · g6 чёрная пешка · b5 чёрная пешка · e5 белый король · f5 чёрный слон · h5 чёрная пешка · a4 чёрная пешка · b4 белый слон · h4 белая пешка · a3 белая пешка · g3 белая пешка · b2 белая пешка | d7 чёрный король · d6 белая пешка · g6 чёрная пешка · b5 чёрная пешка · e5 белый король · f5 чёрный слон · h5 чёрная пешка · a4 чёрная пешка · b4 белый слон · h4 белая пешка · a3 белая пешка · g3 белая пешка · b2 белая пешка | d7 чёрный король · d6 белая пешка · g6 чёрная пешка · b5 чёрная пешка · e5 белый король · f5 чёрный слон · h5 чёрная пешка · a4 чёрная пешка · b4 белый слон · h4 белая пешка · a3 белая пешка · g3 белая пешка · b2 белая пешка | d7 чёрный король · d6 белая пешка · g6 чёрная пешка · b5 чёрная пешка · e5 белый король · f5 чёрный слон · h5 чёрная пешка · a4 чёрная пешка · b4 белый слон · h4 белая пешка · a3 белая пешка · g3 белая пешка · b2 белая пешка | d7 чёрный король · d6 белая пешка · g6 чёрная пешка · b5 чёрная пешка · e5 белый король · f5 чёрный слон · h5 чёрная пешка · a4 чёрная пешка · b4 белый слон · h4 белая пешка · a3 белая пешка · g3 белая пешка · b2 белая пешка | d7 чёрный король · d6 белая пешка · g6 чёрная пешка · b5 чёрная пешка · e5 белый король · f5 чёрный слон · h5 чёрная пешка · a4 чёрная пешка · b4 белый слон · h4 белая пешка · a3 белая пешка · g3 белая пешка · b2 белая пешка | 4 |
| 3 | d7 чёрный король · d6 белая пешка · g6 чёрная пешка · b5 чёрная пешка · e5 белый король · f5 чёрный слон · h5 чёрная пешка · a4 чёрная пешка · b4 белый слон · h4 белая пешка · a3 белая пешка · g3 белая пешка · b2 белая пешка | d7 чёрный король · d6 белая пешка · g6 чёрная пешка · b5 чёрная пешка · e5 белый король · f5 чёрный слон · h5 чёрная пешка · a4 чёрная пешка · b4 белый слон · h4 белая пешка · a3 белая пешка · g3 белая пешка · b2 белая пешка | d7 чёрный король · d6 белая пешка · g6 чёрная пешка · b5 чёрная пешка · e5 белый король · f5 чёрный слон · h5 чёрная пешка · a4 чёрная пешка · b4 белый слон · h4 белая пешка · a3 белая пешка · g3 белая пешка · b2 белая пешка | d7 чёрный король · d6 белая пешка · g6 чёрная пешка · b5 чёрная пешка · e5 белый король · f5 чёрный слон · h5 чёрная пешка · a4 чёрная пешка · b4 белый слон · h4 белая пешка · a3 белая пешка · g3 белая пешка · b2 белая пешка | d7 чёрный король · d6 белая пешка · g6 чёрная пешка · b5 чёрная пешка · e5 белый король · f5 чёрный слон · h5 чёрная пешка · a4 чёрная пешка · b4 белый слон · h4 белая пешка · a3 белая пешка · g3 белая пешка · b2 белая пешка | d7 чёрный король · d6 белая пешка · g6 чёрная пешка · b5 чёрная пешка · e5 белый король · f5 чёрный слон · h5 чёрная пешка · a4 чёрная пешка · b4 белый слон · h4 белая пешка · a3 белая пешка · g3 белая пешка · b2 белая пешка | d7 чёрный король · d6 белая пешка · g6 чёрная пешка · b5 чёрная пешка · e5 белый король · f5 чёрный слон · h5 чёрная пешка · a4 чёрная пешка · b4 белый слон · h4 белая пешка · a3 белая пешка · g3 белая пешка · b2 белая пешка | d7 чёрный король · d6 белая пешка · g6 чёрная пешка · b5 чёрная пешка · e5 белый король · f5 чёрный слон · h5 чёрная пешка · a4 чёрная пешка · b4 белый слон · h4 белая пешка · a3 белая пешка · g3 белая пешка · b2 белая пешка | 3 |
| 2 | d7 чёрный король · d6 белая пешка · g6 чёрная пешка · b5 чёрная пешка · e5 белый король · f5 чёрный слон · h5 чёрная пешка · a4 чёрная пешка · b4 белый слон · h4 белая пешка · a3 белая пешка · g3 белая пешка · b2 белая пешка | d7 чёрный король · d6 белая пешка · g6 чёрная пешка · b5 чёрная пешка · e5 белый король · f5 чёрный слон · h5 чёрная пешка · a4 чёрная пешка · b4 белый слон · h4 белая пешка · a3 белая пешка · g3 белая пешка · b2 белая пешка | d7 чёрный король · d6 белая пешка · g6 чёрная пешка · b5 чёрная пешка · e5 белый король · f5 чёрный слон · h5 чёрная пешка · a4 чёрная пешка · b4 белый слон · h4 белая пешка · a3 белая пешка · g3 белая пешка · b2 белая пешка | d7 чёрный король · d6 белая пешка · g6 чёрная пешка · b5 чёрная пешка · e5 белый король · f5 чёрный слон · h5 чёрная пешка · a4 чёрная пешка · b4 белый слон · h4 белая пешка · a3 белая пешка · g3 белая пешка · b2 белая пешка | d7 чёрный король · d6 белая пешка · g6 чёрная пешка · b5 чёрная пешка · e5 белый король · f5 чёрный слон · h5 чёрная пешка · a4 чёрная пешка · b4 белый слон · h4 белая пешка · a3 белая пешка · g3 белая пешка · b2 белая пешка | d7 чёрный король · d6 белая пешка · g6 чёрная пешка · b5 чёрная пешка · e5 белый король · f5 чёрный слон · h5 чёрная пешка · a4 чёрная пешка · b4 белый слон · h4 белая пешка · a3 белая пешка · g3 белая пешка · b2 белая пешка | d7 чёрный король · d6 белая пешка · g6 чёрная пешка · b5 чёрная пешка · e5 белый король · f5 чёрный слон · h5 чёрная пешка · a4 чёрная пешка · b4 белый слон · h4 белая пешка · a3 белая пешка · g3 белая пешка · b2 белая пешка | d7 чёрный король · d6 белая пешка · g6 чёрная пешка · b5 чёрная пешка · e5 белый король · f5 чёрный слон · h5 чёрная пешка · a4 чёрная пешка · b4 белый слон · h4 белая пешка · a3 белая пешка · g3 белая пешка · b2 белая пешка | 2 |
| 1 | d7 чёрный король · d6 белая пешка · g6 чёрная пешка · b5 чёрная пешка · e5 белый король · f5 чёрный слон · h5 чёрная пешка · a4 чёрная пешка · b4 белый слон · h4 белая пешка · a3 белая пешка · g3 белая пешка · b2 белая пешка | d7 чёрный король · d6 белая пешка · g6 чёрная пешка · b5 чёрная пешка · e5 белый король · f5 чёрный слон · h5 чёрная пешка · a4 чёрная пешка · b4 белый слон · h4 белая пешка · a3 белая пешка · g3 белая пешка · b2 белая пешка | d7 чёрный король · d6 белая пешка · g6 чёрная пешка · b5 чёрная пешка · e5 белый король · f5 чёрный слон · h5 чёрная пешка · a4 чёрная пешка · b4 белый слон · h4 белая пешка · a3 белая пешка · g3 белая пешка · b2 белая пешка | d7 чёрный король · d6 белая пешка · g6 чёрная пешка · b5 чёрная пешка · e5 белый король · f5 чёрный слон · h5 чёрная пешка · a4 чёрная пешка · b4 белый слон · h4 белая пешка · a3 белая пешка · g3 белая пешка · b2 белая пешка | d7 чёрный король · d6 белая пешка · g6 чёрная пешка · b5 чёрная пешка · e5 белый король · f5 чёрный слон · h5 чёрная пешка · a4 чёрная пешка · b4 белый слон · h4 белая пешка · a3 белая пешка · g3 белая пешка · b2 белая пешка | d7 чёрный король · d6 белая пешка · g6 чёрная пешка · b5 чёрная пешка · e5 белый король · f5 чёрный слон · h5 чёрная пешка · a4 чёрная пешка · b4 белый слон · h4 белая пешка · a3 белая пешка · g3 белая пешка · b2 белая пешка | d7 чёрный король · d6 белая пешка · g6 чёрная пешка · b5 чёрная пешка · e5 белый король · f5 чёрный слон · h5 чёрная пешка · a4 чёрная пешка · b4 белый слон · h4 белая пешка · a3 белая пешка · g3 белая пешка · b2 белая пешка | d7 чёрный король · d6 белая пешка · g6 чёрная пешка · b5 чёрная пешка · e5 белый король · f5 чёрный слон · h5 чёрная пешка · a4 чёрная пешка · b4 белый слон · h4 белая пешка · a3 белая пешка · g3 белая пешка · b2 белая пешка | 1 |
|   | a | b | c | d | e | f | g | h |   |

|   | a | b | c | d | e | f | g | h |   |
| - | --- | --- | --- | --- | --- | --- | --- | --- | - |
| 8 | e8 чёрный король · c7 белый король · d6 белая пешка · g6 чёрная пешка · b5 чёрная пешка · f5 чёрный слон · g5 белый слон · h5 чёрная пешка · a4 чёрная пешка · b4 белая пешка · h4 белая пешка · a3 белая пешка · g3 белая пешка | e8 чёрный король · c7 белый король · d6 белая пешка · g6 чёрная пешка · b5 чёрная пешка · f5 чёрный слон · g5 белый слон · h5 чёрная пешка · a4 чёрная пешка · b4 белая пешка · h4 белая пешка · a3 белая пешка · g3 белая пешка | e8 чёрный король · c7 белый король · d6 белая пешка · g6 чёрная пешка · b5 чёрная пешка · f5 чёрный слон · g5 белый слон · h5 чёрная пешка · a4 чёрная пешка · b4 белая пешка · h4 белая пешка · a3 белая пешка · g3 белая пешка | e8 чёрный король · c7 белый король · d6 белая пешка · g6 чёрная пешка · b5 чёрная пешка · f5 чёрный слон · g5 белый слон · h5 чёрная пешка · a4 чёрная пешка · b4 белая пешка · h4 белая пешка · a3 белая пешка · g3 белая пешка | e8 чёрный король · c7 белый король · d6 белая пешка · g6 чёрная пешка · b5 чёрная пешка · f5 чёрный слон · g5 белый слон · h5 чёрная пешка · a4 чёрная пешка · b4 белая пешка · h4 белая пешка · a3 белая пешка · g3 белая пешка | e8 чёрный король · c7 белый король · d6 белая пешка · g6 чёрная пешка · b5 чёрная пешка · f5 чёрный слон · g5 белый слон · h5 чёрная пешка · a4 чёрная пешка · b4 белая пешка · h4 белая пешка · a3 белая пешка · g3 белая пешка | e8 чёрный король · c7 белый король · d6 белая пешка · g6 чёрная пешка · b5 чёрная пешка · f5 чёрный слон · g5 белый слон · h5 чёрная пешка · a4 чёрная пешка · b4 белая пешка · h4 белая пешка · a3 белая пешка · g3 белая пешка | e8 чёрный король · c7 белый король · d6 белая пешка · g6 чёрная пешка · b5 чёрная пешка · f5 чёрный слон · g5 белый слон · h5 чёрная пешка · a4 чёрная пешка · b4 белая пешка · h4 белая пешка · a3 белая пешка · g3 белая пешка | 8 |
| 7 | e8 чёрный король · c7 белый король · d6 белая пешка · g6 чёрная пешка · b5 чёрная пешка · f5 чёрный слон · g5 белый слон · h5 чёрная пешка · a4 чёрная пешка · b4 белая пешка · h4 белая пешка · a3 белая пешка · g3 белая пешка | e8 чёрный король · c7 белый король · d6 белая пешка · g6 чёрная пешка · b5 чёрная пешка · f5 чёрный слон · g5 белый слон · h5 чёрная пешка · a4 чёрная пешка · b4 белая пешка · h4 белая пешка · a3 белая пешка · g3 белая пешка | e8 чёрный король · c7 белый король · d6 белая пешка · g6 чёрная пешка · b5 чёрная пешка · f5 чёрный слон · g5 белый слон · h5 чёрная пешка · a4 чёрная пешка · b4 белая пешка · h4 белая пешка · a3 белая пешка · g3 белая пешка | e8 чёрный король · c7 белый король · d6 белая пешка · g6 чёрная пешка · b5 чёрная пешка · f5 чёрный слон · g5 белый слон · h5 чёрная пешка · a4 чёрная пешка · b4 белая пешка · h4 белая пешка · a3 белая пешка · g3 белая пешка | e8 чёрный король · c7 белый король · d6 белая пешка · g6 чёрная пешка · b5 чёрная пешка · f5 чёрный слон · g5 белый слон · h5 чёрная пешка · a4 чёрная пешка · b4 белая пешка · h4 белая пешка · a3 белая пешка · g3 белая пешка | e8 чёрный король · c7 белый король · d6 белая пешка · g6 чёрная пешка · b5 чёрная пешка · f5 чёрный слон · g5 белый слон · h5 чёрная пешка · a4 чёрная пешка · b4 белая пешка · h4 белая пешка · a3 белая пешка · g3 белая пешка | e8 чёрный король · c7 белый король · d6 белая пешка · g6 чёрная пешка · b5 чёрная пешка · f5 чёрный слон · g5 белый слон · h5 чёрная пешка · a4 чёрная пешка · b4 белая пешка · h4 белая пешка · a3 белая пешка · g3 белая пешка | e8 чёрный король · c7 белый король · d6 белая пешка · g6 чёрная пешка · b5 чёрная пешка · f5 чёрный слон · g5 белый слон · h5 чёрная пешка · a4 чёрная пешка · b4 белая пешка · h4 белая пешка · a3 белая пешка · g3 белая пешка | 7 |
| 6 | e8 чёрный король · c7 белый король · d6 белая пешка · g6 чёрная пешка · b5 чёрная пешка · f5 чёрный слон · g5 белый слон · h5 чёрная пешка · a4 чёрная пешка · b4 белая пешка · h4 белая пешка · a3 белая пешка · g3 белая пешка | e8 чёрный король · c7 белый король · d6 белая пешка · g6 чёрная пешка · b5 чёрная пешка · f5 чёрный слон · g5 белый слон · h5 чёрная пешка · a4 чёрная пешка · b4 белая пешка · h4 белая пешка · a3 белая пешка · g3 белая пешка | e8 чёрный король · c7 белый король · d6 белая пешка · g6 чёрная пешка · b5 чёрная пешка · f5 чёрный слон · g5 белый слон · h5 чёрная пешка · a4 чёрная пешка · b4 белая пешка · h4 белая пешка · a3 белая пешка · g3 белая пешка | e8 чёрный король · c7 белый король · d6 белая пешка · g6 чёрная пешка · b5 чёрная пешка · f5 чёрный слон · g5 белый слон · h5 чёрная пешка · a4 чёрная пешка · b4 белая пешка · h4 белая пешка · a3 белая пешка · g3 белая пешка | e8 чёрный король · c7 белый король · d6 белая пешка · g6 чёрная пешка · b5 чёрная пешка · f5 чёрный слон · g5 белый слон · h5 чёрная пешка · a4 чёрная пешка · b4 белая пешка · h4 белая пешка · a3 белая пешка · g3 белая пешка | e8 чёрный король · c7 белый король · d6 белая пешка · g6 чёрная пешка · b5 чёрная пешка · f5 чёрный слон · g5 белый слон · h5 чёрная пешка · a4 чёрная пешка · b4 белая пешка · h4 белая пешка · a3 белая пешка · g3 белая пешка | e8 чёрный король · c7 белый король · d6 белая пешка · g6 чёрная пешка · b5 чёрная пешка · f5 чёрный слон · g5 белый слон · h5 чёрная пешка · a4 чёрная пешка · b4 белая пешка · h4 белая пешка · a3 белая пешка · g3 белая пешка | e8 чёрный король · c7 белый король · d6 белая пешка · g6 чёрная пешка · b5 чёрная пешка · f5 чёрный слон · g5 белый слон · h5 чёрная пешка · a4 чёрная пешка · b4 белая пешка · h4 белая пешка · a3 белая пешка · g3 белая пешка | 6 |
| 5 | e8 чёрный король · c7 белый король · d6 белая пешка · g6 чёрная пешка · b5 чёрная пешка · f5 чёрный слон · g5 белый слон · h5 чёрная пешка · a4 чёрная пешка · b4 белая пешка · h4 белая пешка · a3 белая пешка · g3 белая пешка | e8 чёрный король · c7 белый король · d6 белая пешка · g6 чёрная пешка · b5 чёрная пешка · f5 чёрный слон · g5 белый слон · h5 чёрная пешка · a4 чёрная пешка · b4 белая пешка · h4 белая пешка · a3 белая пешка · g3 белая пешка | e8 чёрный король · c7 белый король · d6 белая пешка · g6 чёрная пешка · b5 чёрная пешка · f5 чёрный слон · g5 белый слон · h5 чёрная пешка · a4 чёрная пешка · b4 белая пешка · h4 белая пешка · a3 белая пешка · g3 белая пешка | e8 чёрный король · c7 белый король · d6 белая пешка · g6 чёрная пешка · b5 чёрная пешка · f5 чёрный слон · g5 белый слон · h5 чёрная пешка · a4 чёрная пешка · b4 белая пешка · h4 белая пешка · a3 белая пешка · g3 белая пешка | e8 чёрный король · c7 белый король · d6 белая пешка · g6 чёрная пешка · b5 чёрная пешка · f5 чёрный слон · g5 белый слон · h5 чёрная пешка · a4 чёрная пешка · b4 белая пешка · h4 белая пешка · a3 белая пешка · g3 белая пешка | e8 чёрный король · c7 белый король · d6 белая пешка · g6 чёрная пешка · b5 чёрная пешка · f5 чёрный слон · g5 белый слон · h5 чёрная пешка · a4 чёрная пешка · b4 белая пешка · h4 белая пешка · a3 белая пешка · g3 белая пешка | e8 чёрный король · c7 белый король · d6 белая пешка · g6 чёрная пешка · b5 чёрная пешка · f5 чёрный слон · g5 белый слон · h5 чёрная пешка · a4 чёрная пешка · b4 белая пешка · h4 белая пешка · a3 белая пешка · g3 белая пешка | e8 чёрный король · c7 белый король · d6 белая пешка · g6 чёрная пешка · b5 чёрная пешка · f5 чёрный слон · g5 белый слон · h5 чёрная пешка · a4 чёрная пешка · b4 белая пешка · h4 белая пешка · a3 белая пешка · g3 белая пешка | 5 |
| 4 | e8 чёрный король · c7 белый король · d6 белая пешка · g6 чёрная пешка · b5 чёрная пешка · f5 чёрный слон · g5 белый слон · h5 чёрная пешка · a4 чёрная пешка · b4 белая пешка · h4 белая пешка · a3 белая пешка · g3 белая пешка | e8 чёрный король · c7 белый король · d6 белая пешка · g6 чёрная пешка · b5 чёрная пешка · f5 чёрный слон · g5 белый слон · h5 чёрная пешка · a4 чёрная пешка · b4 белая пешка · h4 белая пешка · a3 белая пешка · g3 белая пешка | e8 чёрный король · c7 белый король · d6 белая пешка · g6 чёрная пешка · b5 чёрная пешка · f5 чёрный слон · g5 белый слон · h5 чёрная пешка · a4 чёрная пешка · b4 белая пешка · h4 белая пешка · a3 белая пешка · g3 белая пешка | e8 чёрный король · c7 белый король · d6 белая пешка · g6 чёрная пешка · b5 чёрная пешка · f5 чёрный слон · g5 белый слон · h5 чёрная пешка · a4 чёрная пешка · b4 белая пешка · h4 белая пешка · a3 белая пешка · g3 белая пешка | e8 чёрный король · c7 белый король · d6 белая пешка · g6 чёрная пешка · b5 чёрная пешка · f5 чёрный слон · g5 белый слон · h5 чёрная пешка · a4 чёрная пешка · b4 белая пешка · h4 белая пешка · a3 белая пешка · g3 белая пешка | e8 чёрный король · c7 белый король · d6 белая пешка · g6 чёрная пешка · b5 чёрная пешка · f5 чёрный слон · g5 белый слон · h5 чёрная пешка · a4 чёрная пешка · b4 белая пешка · h4 белая пешка · a3 белая пешка · g3 белая пешка | e8 чёрный король · c7 белый король · d6 белая пешка · g6 чёрная пешка · b5 чёрная пешка · f5 чёрный слон · g5 белый слон · h5 чёрная пешка · a4 чёрная пешка · b4 белая пешка · h4 белая пешка · a3 белая пешка · g3 белая пешка | e8 чёрный король · c7 белый король · d6 белая пешка · g6 чёрная пешка · b5 чёрная пешка · f5 чёрный слон · g5 белый слон · h5 чёрная пешка · a4 чёрная пешка · b4 белая пешка · h4 белая пешка · a3 белая пешка · g3 белая пешка | 4 |
| 3 | e8 чёрный король · c7 белый король · d6 белая пешка · g6 чёрная пешка · b5 чёрная пешка · f5 чёрный слон · g5 белый слон · h5 чёрная пешка · a4 чёрная пешка · b4 белая пешка · h4 белая пешка · a3 белая пешка · g3 белая пешка | e8 чёрный король · c7 белый король · d6 белая пешка · g6 чёрная пешка · b5 чёрная пешка · f5 чёрный слон · g5 белый слон · h5 чёрная пешка · a4 чёрная пешка · b4 белая пешка · h4 белая пешка · a3 белая пешка · g3 белая пешка | e8 чёрный король · c7 белый король · d6 белая пешка · g6 чёрная пешка · b5 чёрная пешка · f5 чёрный слон · g5 белый слон · h5 чёрная пешка · a4 чёрная пешка · b4 белая пешка · h4 белая пешка · a3 белая пешка · g3 белая пешка | e8 чёрный король · c7 белый король · d6 белая пешка · g6 чёрная пешка · b5 чёрная пешка · f5 чёрный слон · g5 белый слон · h5 чёрная пешка · a4 чёрная пешка · b4 белая пешка · h4 белая пешка · a3 белая пешка · g3 белая пешка | e8 чёрный король · c7 белый король · d6 белая пешка · g6 чёрная пешка · b5 чёрная пешка · f5 чёрный слон · g5 белый слон · h5 чёрная пешка · a4 чёрная пешка · b4 белая пешка · h4 белая пешка · a3 белая пешка · g3 белая пешка | e8 чёрный король · c7 белый король · d6 белая пешка · g6 чёрная пешка · b5 чёрная пешка · f5 чёрный слон · g5 белый слон · h5 чёрная пешка · a4 чёрная пешка · b4 белая пешка · h4 белая пешка · a3 белая пешка · g3 белая пешка | e8 чёрный король · c7 белый король · d6 белая пешка · g6 чёрная пешка · b5 чёрная пешка · f5 чёрный слон · g5 белый слон · h5 чёрная пешка · a4 чёрная пешка · b4 белая пешка · h4 белая пешка · a3 белая пешка · g3 белая пешка | e8 чёрный король · c7 белый король · d6 белая пешка · g6 чёрная пешка · b5 чёрная пешка · f5 чёрный слон · g5 белый слон · h5 чёрная пешка · a4 чёрная пешка · b4 белая пешка · h4 белая пешка · a3 белая пешка · g3 белая пешка | 3 |
| 2 | e8 чёрный король · c7 белый король · d6 белая пешка · g6 чёрная пешка · b5 чёрная пешка · f5 чёрный слон · g5 белый слон · h5 чёрная пешка · a4 чёрная пешка · b4 белая пешка · h4 белая пешка · a3 белая пешка · g3 белая пешка | e8 чёрный король · c7 белый король · d6 белая пешка · g6 чёрная пешка · b5 чёрная пешка · f5 чёрный слон · g5 белый слон · h5 чёрная пешка · a4 чёрная пешка · b4 белая пешка · h4 белая пешка · a3 белая пешка · g3 белая пешка | e8 чёрный король · c7 белый король · d6 белая пешка · g6 чёрная пешка · b5 чёрная пешка · f5 чёрный слон · g5 белый слон · h5 чёрная пешка · a4 чёрная пешка · b4 белая пешка · h4 белая пешка · a3 белая пешка · g3 белая пешка | e8 чёрный король · c7 белый король · d6 белая пешка · g6 чёрная пешка · b5 чёрная пешка · f5 чёрный слон · g5 белый слон · h5 чёрная пешка · a4 чёрная пешка · b4 белая пешка · h4 белая пешка · a3 белая пешка · g3 белая пешка | e8 чёрный король · c7 белый король · d6 белая пешка · g6 чёрная пешка · b5 чёрная пешка · f5 чёрный слон · g5 белый слон · h5 чёрная пешка · a4 чёрная пешка · b4 белая пешка · h4 белая пешка · a3 белая пешка · g3 белая пешка | e8 чёрный король · c7 белый король · d6 белая пешка · g6 чёрная пешка · b5 чёрная пешка · f5 чёрный слон · g5 белый слон · h5 чёрная пешка · a4 чёрная пешка · b4 белая пешка · h4 белая пешка · a3 белая пешка · g3 белая пешка | e8 чёрный король · c7 белый король · d6 белая пешка · g6 чёрная пешка · b5 чёрная пешка · f5 чёрный слон · g5 белый слон · h5 чёрная пешка · a4 чёрная пешка · b4 белая пешка · h4 белая пешка · a3 белая пешка · g3 белая пешка | e8 чёрный король · c7 белый король · d6 белая пешка · g6 чёрная пешка · b5 чёрная пешка · f5 чёрный слон · g5 белый слон · h5 чёрная пешка · a4 чёрная пешка · b4 белая пешка · h4 белая пешка · a3 белая пешка · g3 белая пешка | 2 |
| 1 | e8 чёрный король · c7 белый король · d6 белая пешка · g6 чёрная пешка · b5 чёрная пешка · f5 чёрный слон · g5 белый слон · h5 чёрная пешка · a4 чёрная пешка · b4 белая пешка · h4 белая пешка · a3 белая пешка · g3 белая пешка | e8 чёрный король · c7 белый король · d6 белая пешка · g6 чёрная пешка · b5 чёрная пешка · f5 чёрный слон · g5 белый слон · h5 чёрная пешка · a4 чёрная пешка · b4 белая пешка · h4 белая пешка · a3 белая пешка · g3 белая пешка | e8 чёрный король · c7 белый король · d6 белая пешка · g6 чёрная пешка · b5 чёрная пешка · f5 чёрный слон · g5 белый слон · h5 чёрная пешка · a4 чёрная пешка · b4 белая пешка · h4 белая пешка · a3 белая пешка · g3 белая пешка | e8 чёрный король · c7 белый король · d6 белая пешка · g6 чёрная пешка · b5 чёрная пешка · f5 чёрный слон · g5 белый слон · h5 чёрная пешка · a4 чёрная пешка · b4 белая пешка · h4 белая пешка · a3 белая пешка · g3 белая пешка | e8 чёрный король · c7 белый король · d6 белая пешка · g6 чёрная пешка · b5 чёрная пешка · f5 чёрный слон · g5 белый слон · h5 чёрная пешка · a4 чёрная пешка · b4 белая пешка · h4 белая пешка · a3 белая пешка · g3 белая пешка | e8 чёрный король · c7 белый король · d6 белая пешка · g6 чёрная пешка · b5 чёрная пешка · f5 чёрный слон · g5 белый слон · h5 чёрная пешка · a4 чёрная пешка · b4 белая пешка · h4 белая пешка · a3 белая пешка · g3 белая пешка | e8 чёрный король · c7 белый король · d6 белая пешка · g6 чёрная пешка · b5 чёрная пешка · f5 чёрный слон · g5 белый слон · h5 чёрная пешка · a4 чёрная пешка · b4 белая пешка · h4 белая пешка · a3 белая пешка · g3 белая пешка | e8 чёрный король · c7 белый король · d6 белая пешка · g6 чёрная пешка · b5 чёрная пешка · f5 чёрный слон · g5 белый слон · h5 чёрная пешка · a4 чёрная пешка · b4 белая пешка · h4 белая пешка · a3 белая пешка · g3 белая пешка | 1 |
|   | a | b | c | d | e | f | g | h |   |

|   | a | b | c | d | e | f | g | h |   |
| - | --- | --- | --- | --- | --- | --- | --- | --- | - |
| 8 | a8 чёрный слон · a7 белая пешка · g6 чёрная пешка · f5 чёрный король · h5 чёрная пешка · b4 белая пешка · d4 белый король · f4 белый слон · g3 белая пешка · h2 белая пешка | a8 чёрный слон · a7 белая пешка · g6 чёрная пешка · f5 чёрный король · h5 чёрная пешка · b4 белая пешка · d4 белый король · f4 белый слон · g3 белая пешка · h2 белая пешка | a8 чёрный слон · a7 белая пешка · g6 чёрная пешка · f5 чёрный король · h5 чёрная пешка · b4 белая пешка · d4 белый король · f4 белый слон · g3 белая пешка · h2 белая пешка | a8 чёрный слон · a7 белая пешка · g6 чёрная пешка · f5 чёрный король · h5 чёрная пешка · b4 белая пешка · d4 белый король · f4 белый слон · g3 белая пешка · h2 белая пешка | a8 чёрный слон · a7 белая пешка · g6 чёрная пешка · f5 чёрный король · h5 чёрная пешка · b4 белая пешка · d4 белый король · f4 белый слон · g3 белая пешка · h2 белая пешка | a8 чёрный слон · a7 белая пешка · g6 чёрная пешка · f5 чёрный король · h5 чёрная пешка · b4 белая пешка · d4 белый король · f4 белый слон · g3 белая пешка · h2 белая пешка | a8 чёрный слон · a7 белая пешка · g6 чёрная пешка · f5 чёрный король · h5 чёрная пешка · b4 белая пешка · d4 белый король · f4 белый слон · g3 белая пешка · h2 белая пешка | a8 чёрный слон · a7 белая пешка · g6 чёрная пешка · f5 чёрный король · h5 чёрная пешка · b4 белая пешка · d4 белый король · f4 белый слон · g3 белая пешка · h2 белая пешка | 8 |
| 7 | a8 чёрный слон · a7 белая пешка · g6 чёрная пешка · f5 чёрный король · h5 чёрная пешка · b4 белая пешка · d4 белый король · f4 белый слон · g3 белая пешка · h2 белая пешка | a8 чёрный слон · a7 белая пешка · g6 чёрная пешка · f5 чёрный король · h5 чёрная пешка · b4 белая пешка · d4 белый король · f4 белый слон · g3 белая пешка · h2 белая пешка | a8 чёрный слон · a7 белая пешка · g6 чёрная пешка · f5 чёрный король · h5 чёрная пешка · b4 белая пешка · d4 белый король · f4 белый слон · g3 белая пешка · h2 белая пешка | a8 чёрный слон · a7 белая пешка · g6 чёрная пешка · f5 чёрный король · h5 чёрная пешка · b4 белая пешка · d4 белый король · f4 белый слон · g3 белая пешка · h2 белая пешка | a8 чёрный слон · a7 белая пешка · g6 чёрная пешка · f5 чёрный король · h5 чёрная пешка · b4 белая пешка · d4 белый король · f4 белый слон · g3 белая пешка · h2 белая пешка | a8 чёрный слон · a7 белая пешка · g6 чёрная пешка · f5 чёрный король · h5 чёрная пешка · b4 белая пешка · d4 белый король · f4 белый слон · g3 белая пешка · h2 белая пешка | a8 чёрный слон · a7 белая пешка · g6 чёрная пешка · f5 чёрный король · h5 чёрная пешка · b4 белая пешка · d4 белый король · f4 белый слон · g3 белая пешка · h2 белая пешка | a8 чёрный слон · a7 белая пешка · g6 чёрная пешка · f5 чёрный король · h5 чёрная пешка · b4 белая пешка · d4 белый король · f4 белый слон · g3 белая пешка · h2 белая пешка | 7 |
| 6 | a8 чёрный слон · a7 белая пешка · g6 чёрная пешка · f5 чёрный король · h5 чёрная пешка · b4 белая пешка · d4 белый король · f4 белый слон · g3 белая пешка · h2 белая пешка | a8 чёрный слон · a7 белая пешка · g6 чёрная пешка · f5 чёрный король · h5 чёрная пешка · b4 белая пешка · d4 белый король · f4 белый слон · g3 белая пешка · h2 белая пешка | a8 чёрный слон · a7 белая пешка · g6 чёрная пешка · f5 чёрный король · h5 чёрная пешка · b4 белая пешка · d4 белый король · f4 белый слон · g3 белая пешка · h2 белая пешка | a8 чёрный слон · a7 белая пешка · g6 чёрная пешка · f5 чёрный король · h5 чёрная пешка · b4 белая пешка · d4 белый король · f4 белый слон · g3 белая пешка · h2 белая пешка | a8 чёрный слон · a7 белая пешка · g6 чёрная пешка · f5 чёрный король · h5 чёрная пешка · b4 белая пешка · d4 белый король · f4 белый слон · g3 белая пешка · h2 белая пешка | a8 чёрный слон · a7 белая пешка · g6 чёрная пешка · f5 чёрный король · h5 чёрная пешка · b4 белая пешка · d4 белый король · f4 белый слон · g3 белая пешка · h2 белая пешка | a8 чёрный слон · a7 белая пешка · g6 чёрная пешка · f5 чёрный король · h5 чёрная пешка · b4 белая пешка · d4 белый король · f4 белый слон · g3 белая пешка · h2 белая пешка | a8 чёрный слон · a7 белая пешка · g6 чёрная пешка · f5 чёрный король · h5 чёрная пешка · b4 белая пешка · d4 белый король · f4 белый слон · g3 белая пешка · h2 белая пешка | 6 |
| 5 | a8 чёрный слон · a7 белая пешка · g6 чёрная пешка · f5 чёрный король · h5 чёрная пешка · b4 белая пешка · d4 белый король · f4 белый слон · g3 белая пешка · h2 белая пешка | a8 чёрный слон · a7 белая пешка · g6 чёрная пешка · f5 чёрный король · h5 чёрная пешка · b4 белая пешка · d4 белый король · f4 белый слон · g3 белая пешка · h2 белая пешка | a8 чёрный слон · a7 белая пешка · g6 чёрная пешка · f5 чёрный король · h5 чёрная пешка · b4 белая пешка · d4 белый король · f4 белый слон · g3 белая пешка · h2 белая пешка | a8 чёрный слон · a7 белая пешка · g6 чёрная пешка · f5 чёрный король · h5 чёрная пешка · b4 белая пешка · d4 белый король · f4 белый слон · g3 белая пешка · h2 белая пешка | a8 чёрный слон · a7 белая пешка · g6 чёрная пешка · f5 чёрный король · h5 чёрная пешка · b4 белая пешка · d4 белый король · f4 белый слон · g3 белая пешка · h2 белая пешка | a8 чёрный слон · a7 белая пешка · g6 чёрная пешка · f5 чёрный король · h5 чёрная пешка · b4 белая пешка · d4 белый король · f4 белый слон · g3 белая пешка · h2 белая пешка | a8 чёрный слон · a7 белая пешка · g6 чёрная пешка · f5 чёрный король · h5 чёрная пешка · b4 белая пешка · d4 белый король · f4 белый слон · g3 белая пешка · h2 белая пешка | a8 чёрный слон · a7 белая пешка · g6 чёрная пешка · f5 чёрный король · h5 чёрная пешка · b4 белая пешка · d4 белый король · f4 белый слон · g3 белая пешка · h2 белая пешка | 5 |
| 4 | a8 чёрный слон · a7 белая пешка · g6 чёрная пешка · f5 чёрный король · h5 чёрная пешка · b4 белая пешка · d4 белый король · f4 белый слон · g3 белая пешка · h2 белая пешка | a8 чёрный слон · a7 белая пешка · g6 чёрная пешка · f5 чёрный король · h5 чёрная пешка · b4 белая пешка · d4 белый король · f4 белый слон · g3 белая пешка · h2 белая пешка | a8 чёрный слон · a7 белая пешка · g6 чёрная пешка · f5 чёрный король · h5 чёрная пешка · b4 белая пешка · d4 белый король · f4 белый слон · g3 белая пешка · h2 белая пешка | a8 чёрный слон · a7 белая пешка · g6 чёрная пешка · f5 чёрный король · h5 чёрная пешка · b4 белая пешка · d4 белый король · f4 белый слон · g3 белая пешка · h2 белая пешка | a8 чёрный слон · a7 белая пешка · g6 чёрная пешка · f5 чёрный король · h5 чёрная пешка · b4 белая пешка · d4 белый король · f4 белый слон · g3 белая пешка · h2 белая пешка | a8 чёрный слон · a7 белая пешка · g6 чёрная пешка · f5 чёрный король · h5 чёрная пешка · b4 белая пешка · d4 белый король · f4 белый слон · g3 белая пешка · h2 белая пешка | a8 чёрный слон · a7 белая пешка · g6 чёрная пешка · f5 чёрный король · h5 чёрная пешка · b4 белая пешка · d4 белый король · f4 белый слон · g3 белая пешка · h2 белая пешка | a8 чёрный слон · a7 белая пешка · g6 чёрная пешка · f5 чёрный король · h5 чёрная пешка · b4 белая пешка · d4 белый король · f4 белый слон · g3 белая пешка · h2 белая пешка | 4 |
| 3 | a8 чёрный слон · a7 белая пешка · g6 чёрная пешка · f5 чёрный король · h5 чёрная пешка · b4 белая пешка · d4 белый король · f4 белый слон · g3 белая пешка · h2 белая пешка | a8 чёрный слон · a7 белая пешка · g6 чёрная пешка · f5 чёрный король · h5 чёрная пешка · b4 белая пешка · d4 белый король · f4 белый слон · g3 белая пешка · h2 белая пешка | a8 чёрный слон · a7 белая пешка · g6 чёрная пешка · f5 чёрный король · h5 чёрная пешка · b4 белая пешка · d4 белый король · f4 белый слон · g3 белая пешка · h2 белая пешка | a8 чёрный слон · a7 белая пешка · g6 чёрная пешка · f5 чёрный король · h5 чёрная пешка · b4 белая пешка · d4 белый король · f4 белый слон · g3 белая пешка · h2 белая пешка | a8 чёрный слон · a7 белая пешка · g6 чёрная пешка · f5 чёрный король · h5 чёрная пешка · b4 белая пешка · d4 белый король · f4 белый слон · g3 белая пешка · h2 белая пешка | a8 чёрный слон · a7 белая пешка · g6 чёрная пешка · f5 чёрный король · h5 чёрная пешка · b4 белая пешка · d4 белый король · f4 белый слон · g3 белая пешка · h2 белая пешка | a8 чёрный слон · a7 белая пешка · g6 чёрная пешка · f5 чёрный король · h5 чёрная пешка · b4 белая пешка · d4 белый король · f4 белый слон · g3 белая пешка · h2 белая пешка | a8 чёрный слон · a7 белая пешка · g6 чёрная пешка · f5 чёрный король · h5 чёрная пешка · b4 белая пешка · d4 белый король · f4 белый слон · g3 белая пешка · h2 белая пешка | 3 |
| 2 | a8 чёрный слон · a7 белая пешка · g6 чёрная пешка · f5 чёрный король · h5 чёрная пешка · b4 белая пешка · d4 белый король · f4 белый слон · g3 белая пешка · h2 белая пешка | a8 чёрный слон · a7 белая пешка · g6 чёрная пешка · f5 чёрный король · h5 чёрная пешка · b4 белая пешка · d4 белый король · f4 белый слон · g3 белая пешка · h2 белая пешка | a8 чёрный слон · a7 белая пешка · g6 чёрная пешка · f5 чёрный король · h5 чёрная пешка · b4 белая пешка · d4 белый король · f4 белый слон · g3 белая пешка · h2 белая пешка | a8 чёрный слон · a7 белая пешка · g6 чёрная пешка · f5 чёрный король · h5 чёрная пешка · b4 белая пешка · d4 белый король · f4 белый слон · g3 белая пешка · h2 белая пешка | a8 чёрный слон · a7 белая пешка · g6 чёрная пешка · f5 чёрный король · h5 чёрная пешка · b4 белая пешка · d4 белый король · f4 белый слон · g3 белая пешка · h2 белая пешка | a8 чёрный слон · a7 белая пешка · g6 чёрная пешка · f5 чёрный король · h5 чёрная пешка · b4 белая пешка · d4 белый король · f4 белый слон · g3 белая пешка · h2 белая пешка | a8 чёрный слон · a7 белая пешка · g6 чёрная пешка · f5 чёрный король · h5 чёрная пешка · b4 белая пешка · d4 белый король · f4 белый слон · g3 белая пешка · h2 белая пешка | a8 чёрный слон · a7 белая пешка · g6 чёрная пешка · f5 чёрный король · h5 чёрная пешка · b4 белая пешка · d4 белый король · f4 белый слон · g3 белая пешка · h2 белая пешка | 2 |
| 1 | a8 чёрный слон · a7 белая пешка · g6 чёрная пешка · f5 чёрный король · h5 чёрная пешка · b4 белая пешка · d4 белый король · f4 белый слон · g3 белая пешка · h2 белая пешка | a8 чёрный слон · a7 белая пешка · g6 чёрная пешка · f5 чёрный король · h5 чёрная пешка · b4 белая пешка · d4 белый король · f4 белый слон · g3 белая пешка · h2 белая пешка | a8 чёрный слон · a7 белая пешка · g6 чёрная пешка · f5 чёрный король · h5 чёрная пешка · b4 белая пешка · d4 белый король · f4 белый слон · g3 белая пешка · h2 белая пешка | a8 чёрный слон · a7 белая пешка · g6 чёрная пешка · f5 чёрный король · h5 чёрная пешка · b4 белая пешка · d4 белый король · f4 белый слон · g3 белая пешка · h2 белая пешка | a8 чёрный слон · a7 белая пешка · g6 чёрная пешка · f5 чёрный король · h5 чёрная пешка · b4 белая пешка · d4 белый король · f4 белый слон · g3 белая пешка · h2 белая пешка | a8 чёрный слон · a7 белая пешка · g6 чёрная пешка · f5 чёрный король · h5 чёрная пешка · b4 белая пешка · d4 белый король · f4 белый слон · g3 белая пешка · h2 белая пешка | a8 чёрный слон · a7 белая пешка · g6 чёрная пешка · f5 чёрный король · h5 чёрная пешка · b4 белая пешка · d4 белый король · f4 белый слон · g3 белая пешка · h2 белая пешка | a8 чёрный слон · a7 белая пешка · g6 чёрная пешка · f5 чёрный король · h5 чёрная пешка · b4 белая пешка · d4 белый король · f4 белый слон · g3 белая пешка · h2 белая пешка | 1 |
|   | a | b | c | d | e | f | g | h |   |

Позиции, сходные с позицией 1 (позиции типа 1), идеальны для защищающейся стороны — в данном случае, для чёрных. Характеризуются такие позиции тем, что король блокирует проходную пешку на поле, недоступном для слона соперника, а пешки находятся на полях цвета своего слона. Пешечные прорывы невозможны. Для ничьей слабейшей стороне достаточно «топтаться на месте» — слон справляется с защитой пешек на обоих флангах.
Позиции типа 2 — позиции, где король не успел встать на блокадное поле, но держит его совместно со слоном. Эта расстановка менее выгодна чёрным, но и она достаточна для ничьей — необходимо лишь соблюдать осторожность и избегать цугцванга: 1. Крb6 Cd3?? 2. Kpc6 приводит к победе белых, но 1...Cd7! достаточно для удержания равновесия.
|   | a | b | c | d | e | f | g | h |   |
| - | --- | --- | --- | --- | --- | --- | --- | --- | - |
| 8 | e6 чёрный слон · g6 чёрная пешка · c5 белый слон · d5 чёрная пешка · h5 чёрная пешка · f4 белая пешка · h4 белая пешка · b3 чёрная пешка · c3 белый король · e3 белая пешка · f3 чёрный король | e6 чёрный слон · g6 чёрная пешка · c5 белый слон · d5 чёрная пешка · h5 чёрная пешка · f4 белая пешка · h4 белая пешка · b3 чёрная пешка · c3 белый король · e3 белая пешка · f3 чёрный король | e6 чёрный слон · g6 чёрная пешка · c5 белый слон · d5 чёрная пешка · h5 чёрная пешка · f4 белая пешка · h4 белая пешка · b3 чёрная пешка · c3 белый король · e3 белая пешка · f3 чёрный король | e6 чёрный слон · g6 чёрная пешка · c5 белый слон · d5 чёрная пешка · h5 чёрная пешка · f4 белая пешка · h4 белая пешка · b3 чёрная пешка · c3 белый король · e3 белая пешка · f3 чёрный король | e6 чёрный слон · g6 чёрная пешка · c5 белый слон · d5 чёрная пешка · h5 чёрная пешка · f4 белая пешка · h4 белая пешка · b3 чёрная пешка · c3 белый король · e3 белая пешка · f3 чёрный король | e6 чёрный слон · g6 чёрная пешка · c5 белый слон · d5 чёрная пешка · h5 чёрная пешка · f4 белая пешка · h4 белая пешка · b3 чёрная пешка · c3 белый король · e3 белая пешка · f3 чёрный король | e6 чёрный слон · g6 чёрная пешка · c5 белый слон · d5 чёрная пешка · h5 чёрная пешка · f4 белая пешка · h4 белая пешка · b3 чёрная пешка · c3 белый король · e3 белая пешка · f3 чёрный король | e6 чёрный слон · g6 чёрная пешка · c5 белый слон · d5 чёрная пешка · h5 чёрная пешка · f4 белая пешка · h4 белая пешка · b3 чёрная пешка · c3 белый король · e3 белая пешка · f3 чёрный король | 8 |
| 7 | e6 чёрный слон · g6 чёрная пешка · c5 белый слон · d5 чёрная пешка · h5 чёрная пешка · f4 белая пешка · h4 белая пешка · b3 чёрная пешка · c3 белый король · e3 белая пешка · f3 чёрный король | e6 чёрный слон · g6 чёрная пешка · c5 белый слон · d5 чёрная пешка · h5 чёрная пешка · f4 белая пешка · h4 белая пешка · b3 чёрная пешка · c3 белый король · e3 белая пешка · f3 чёрный король | e6 чёрный слон · g6 чёрная пешка · c5 белый слон · d5 чёрная пешка · h5 чёрная пешка · f4 белая пешка · h4 белая пешка · b3 чёрная пешка · c3 белый король · e3 белая пешка · f3 чёрный король | e6 чёрный слон · g6 чёрная пешка · c5 белый слон · d5 чёрная пешка · h5 чёрная пешка · f4 белая пешка · h4 белая пешка · b3 чёрная пешка · c3 белый король · e3 белая пешка · f3 чёрный король | e6 чёрный слон · g6 чёрная пешка · c5 белый слон · d5 чёрная пешка · h5 чёрная пешка · f4 белая пешка · h4 белая пешка · b3 чёрная пешка · c3 белый король · e3 белая пешка · f3 чёрный король | e6 чёрный слон · g6 чёрная пешка · c5 белый слон · d5 чёрная пешка · h5 чёрная пешка · f4 белая пешка · h4 белая пешка · b3 чёрная пешка · c3 белый король · e3 белая пешка · f3 чёрный король | e6 чёрный слон · g6 чёрная пешка · c5 белый слон · d5 чёрная пешка · h5 чёрная пешка · f4 белая пешка · h4 белая пешка · b3 чёрная пешка · c3 белый король · e3 белая пешка · f3 чёрный король | e6 чёрный слон · g6 чёрная пешка · c5 белый слон · d5 чёрная пешка · h5 чёрная пешка · f4 белая пешка · h4 белая пешка · b3 чёрная пешка · c3 белый король · e3 белая пешка · f3 чёрный король | 7 |
| 6 | e6 чёрный слон · g6 чёрная пешка · c5 белый слон · d5 чёрная пешка · h5 чёрная пешка · f4 белая пешка · h4 белая пешка · b3 чёрная пешка · c3 белый король · e3 белая пешка · f3 чёрный король | e6 чёрный слон · g6 чёрная пешка · c5 белый слон · d5 чёрная пешка · h5 чёрная пешка · f4 белая пешка · h4 белая пешка · b3 чёрная пешка · c3 белый король · e3 белая пешка · f3 чёрный король | e6 чёрный слон · g6 чёрная пешка · c5 белый слон · d5 чёрная пешка · h5 чёрная пешка · f4 белая пешка · h4 белая пешка · b3 чёрная пешка · c3 белый король · e3 белая пешка · f3 чёрный король | e6 чёрный слон · g6 чёрная пешка · c5 белый слон · d5 чёрная пешка · h5 чёрная пешка · f4 белая пешка · h4 белая пешка · b3 чёрная пешка · c3 белый король · e3 белая пешка · f3 чёрный король | e6 чёрный слон · g6 чёрная пешка · c5 белый слон · d5 чёрная пешка · h5 чёрная пешка · f4 белая пешка · h4 белая пешка · b3 чёрная пешка · c3 белый король · e3 белая пешка · f3 чёрный король | e6 чёрный слон · g6 чёрная пешка · c5 белый слон · d5 чёрная пешка · h5 чёрная пешка · f4 белая пешка · h4 белая пешка · b3 чёрная пешка · c3 белый король · e3 белая пешка · f3 чёрный король | e6 чёрный слон · g6 чёрная пешка · c5 белый слон · d5 чёрная пешка · h5 чёрная пешка · f4 белая пешка · h4 белая пешка · b3 чёрная пешка · c3 белый король · e3 белая пешка · f3 чёрный король | e6 чёрный слон · g6 чёрная пешка · c5 белый слон · d5 чёрная пешка · h5 чёрная пешка · f4 белая пешка · h4 белая пешка · b3 чёрная пешка · c3 белый король · e3 белая пешка · f3 чёрный король | 6 |
| 5 | e6 чёрный слон · g6 чёрная пешка · c5 белый слон · d5 чёрная пешка · h5 чёрная пешка · f4 белая пешка · h4 белая пешка · b3 чёрная пешка · c3 белый король · e3 белая пешка · f3 чёрный король | e6 чёрный слон · g6 чёрная пешка · c5 белый слон · d5 чёрная пешка · h5 чёрная пешка · f4 белая пешка · h4 белая пешка · b3 чёрная пешка · c3 белый король · e3 белая пешка · f3 чёрный король | e6 чёрный слон · g6 чёрная пешка · c5 белый слон · d5 чёрная пешка · h5 чёрная пешка · f4 белая пешка · h4 белая пешка · b3 чёрная пешка · c3 белый король · e3 белая пешка · f3 чёрный король | e6 чёрный слон · g6 чёрная пешка · c5 белый слон · d5 чёрная пешка · h5 чёрная пешка · f4 белая пешка · h4 белая пешка · b3 чёрная пешка · c3 белый король · e3 белая пешка · f3 чёрный король | e6 чёрный слон · g6 чёрная пешка · c5 белый слон · d5 чёрная пешка · h5 чёрная пешка · f4 белая пешка · h4 белая пешка · b3 чёрная пешка · c3 белый король · e3 белая пешка · f3 чёрный король | e6 чёрный слон · g6 чёрная пешка · c5 белый слон · d5 чёрная пешка · h5 чёрная пешка · f4 белая пешка · h4 белая пешка · b3 чёрная пешка · c3 белый король · e3 белая пешка · f3 чёрный король | e6 чёрный слон · g6 чёрная пешка · c5 белый слон · d5 чёрная пешка · h5 чёрная пешка · f4 белая пешка · h4 белая пешка · b3 чёрная пешка · c3 белый король · e3 белая пешка · f3 чёрный король | e6 чёрный слон · g6 чёрная пешка · c5 белый слон · d5 чёрная пешка · h5 чёрная пешка · f4 белая пешка · h4 белая пешка · b3 чёрная пешка · c3 белый король · e3 белая пешка · f3 чёрный король | 5 |
| 4 | e6 чёрный слон · g6 чёрная пешка · c5 белый слон · d5 чёрная пешка · h5 чёрная пешка · f4 белая пешка · h4 белая пешка · b3 чёрная пешка · c3 белый король · e3 белая пешка · f3 чёрный король | e6 чёрный слон · g6 чёрная пешка · c5 белый слон · d5 чёрная пешка · h5 чёрная пешка · f4 белая пешка · h4 белая пешка · b3 чёрная пешка · c3 белый король · e3 белая пешка · f3 чёрный король | e6 чёрный слон · g6 чёрная пешка · c5 белый слон · d5 чёрная пешка · h5 чёрная пешка · f4 белая пешка · h4 белая пешка · b3 чёрная пешка · c3 белый король · e3 белая пешка · f3 чёрный король | e6 чёрный слон · g6 чёрная пешка · c5 белый слон · d5 чёрная пешка · h5 чёрная пешка · f4 белая пешка · h4 белая пешка · b3 чёрная пешка · c3 белый король · e3 белая пешка · f3 чёрный король | e6 чёрный слон · g6 чёрная пешка · c5 белый слон · d5 чёрная пешка · h5 чёрная пешка · f4 белая пешка · h4 белая пешка · b3 чёрная пешка · c3 белый король · e3 белая пешка · f3 чёрный король | e6 чёрный слон · g6 чёрная пешка · c5 белый слон · d5 чёрная пешка · h5 чёрная пешка · f4 белая пешка · h4 белая пешка · b3 чёрная пешка · c3 белый король · e3 белая пешка · f3 чёрный король | e6 чёрный слон · g6 чёрная пешка · c5 белый слон · d5 чёрная пешка · h5 чёрная пешка · f4 белая пешка · h4 белая пешка · b3 чёрная пешка · c3 белый король · e3 белая пешка · f3 чёрный король | e6 чёрный слон · g6 чёрная пешка · c5 белый слон · d5 чёрная пешка · h5 чёрная пешка · f4 белая пешка · h4 белая пешка · b3 чёрная пешка · c3 белый король · e3 белая пешка · f3 чёрный король | 4 |
| 3 | e6 чёрный слон · g6 чёрная пешка · c5 белый слон · d5 чёрная пешка · h5 чёрная пешка · f4 белая пешка · h4 белая пешка · b3 чёрная пешка · c3 белый король · e3 белая пешка · f3 чёрный король | e6 чёрный слон · g6 чёрная пешка · c5 белый слон · d5 чёрная пешка · h5 чёрная пешка · f4 белая пешка · h4 белая пешка · b3 чёрная пешка · c3 белый король · e3 белая пешка · f3 чёрный король | e6 чёрный слон · g6 чёрная пешка · c5 белый слон · d5 чёрная пешка · h5 чёрная пешка · f4 белая пешка · h4 белая пешка · b3 чёрная пешка · c3 белый король · e3 белая пешка · f3 чёрный король | e6 чёрный слон · g6 чёрная пешка · c5 белый слон · d5 чёрная пешка · h5 чёрная пешка · f4 белая пешка · h4 белая пешка · b3 чёрная пешка · c3 белый король · e3 белая пешка · f3 чёрный король | e6 чёрный слон · g6 чёрная пешка · c5 белый слон · d5 чёрная пешка · h5 чёрная пешка · f4 белая пешка · h4 белая пешка · b3 чёрная пешка · c3 белый король · e3 белая пешка · f3 чёрный король | e6 чёрный слон · g6 чёрная пешка · c5 белый слон · d5 чёрная пешка · h5 чёрная пешка · f4 белая пешка · h4 белая пешка · b3 чёрная пешка · c3 белый король · e3 белая пешка · f3 чёрный король | e6 чёрный слон · g6 чёрная пешка · c5 белый слон · d5 чёрная пешка · h5 чёрная пешка · f4 белая пешка · h4 белая пешка · b3 чёрная пешка · c3 белый король · e3 белая пешка · f3 чёрный король | e6 чёрный слон · g6 чёрная пешка · c5 белый слон · d5 чёрная пешка · h5 чёрная пешка · f4 белая пешка · h4 белая пешка · b3 чёрная пешка · c3 белый король · e3 белая пешка · f3 чёрный король | 3 |
| 2 | e6 чёрный слон · g6 чёрная пешка · c5 белый слон · d5 чёрная пешка · h5 чёрная пешка · f4 белая пешка · h4 белая пешка · b3 чёрная пешка · c3 белый король · e3 белая пешка · f3 чёрный король | e6 чёрный слон · g6 чёрная пешка · c5 белый слон · d5 чёрная пешка · h5 чёрная пешка · f4 белая пешка · h4 белая пешка · b3 чёрная пешка · c3 белый король · e3 белая пешка · f3 чёрный король | e6 чёрный слон · g6 чёрная пешка · c5 белый слон · d5 чёрная пешка · h5 чёрная пешка · f4 белая пешка · h4 белая пешка · b3 чёрная пешка · c3 белый король · e3 белая пешка · f3 чёрный король | e6 чёрный слон · g6 чёрная пешка · c5 белый слон · d5 чёрная пешка · h5 чёрная пешка · f4 белая пешка · h4 белая пешка · b3 чёрная пешка · c3 белый король · e3 белая пешка · f3 чёрный король | e6 чёрный слон · g6 чёрная пешка · c5 белый слон · d5 чёрная пешка · h5 чёрная пешка · f4 белая пешка · h4 белая пешка · b3 чёрная пешка · c3 белый король · e3 белая пешка · f3 чёрный король | e6 чёрный слон · g6 чёрная пешка · c5 белый слон · d5 чёрная пешка · h5 чёрная пешка · f4 белая пешка · h4 белая пешка · b3 чёрная пешка · c3 белый король · e3 белая пешка · f3 чёрный король | e6 чёрный слон · g6 чёрная пешка · c5 белый слон · d5 чёрная пешка · h5 чёрная пешка · f4 белая пешка · h4 белая пешка · b3 чёрная пешка · c3 белый король · e3 белая пешка · f3 чёрный король | e6 чёрный слон · g6 чёрная пешка · c5 белый слон · d5 чёрная пешка · h5 чёрная пешка · f4 белая пешка · h4 белая пешка · b3 чёрная пешка · c3 белый король · e3 белая пешка · f3 чёрный король | 2 |
| 1 | e6 чёрный слон · g6 чёрная пешка · c5 белый слон · d5 чёрная пешка · h5 чёрная пешка · f4 белая пешка · h4 белая пешка · b3 чёрная пешка · c3 белый король · e3 белая пешка · f3 чёрный король | e6 чёрный слон · g6 чёрная пешка · c5 белый слон · d5 чёрная пешка · h5 чёрная пешка · f4 белая пешка · h4 белая пешка · b3 чёрная пешка · c3 белый король · e3 белая пешка · f3 чёрный король | e6 чёрный слон · g6 чёрная пешка · c5 белый слон · d5 чёрная пешка · h5 чёрная пешка · f4 белая пешка · h4 белая пешка · b3 чёрная пешка · c3 белый король · e3 белая пешка · f3 чёрный король | e6 чёрный слон · g6 чёрная пешка · c5 белый слон · d5 чёрная пешка · h5 чёрная пешка · f4 белая пешка · h4 белая пешка · b3 чёрная пешка · c3 белый король · e3 белая пешка · f3 чёрный король | e6 чёрный слон · g6 чёрная пешка · c5 белый слон · d5 чёрная пешка · h5 чёрная пешка · f4 белая пешка · h4 белая пешка · b3 чёрная пешка · c3 белый король · e3 белая пешка · f3 чёрный король | e6 чёрный слон · g6 чёрная пешка · c5 белый слон · d5 чёрная пешка · h5 чёрная пешка · f4 белая пешка · h4 белая пешка · b3 чёрная пешка · c3 белый король · e3 белая пешка · f3 чёрный король | e6 чёрный слон · g6 чёрная пешка · c5 белый слон · d5 чёрная пешка · h5 чёрная пешка · f4 белая пешка · h4 белая пешка · b3 чёрная пешка · c3 белый король · e3 белая пешка · f3 чёрный король | e6 чёрный слон · g6 чёрная пешка · c5 белый слон · d5 чёрная пешка · h5 чёрная пешка · f4 белая пешка · h4 белая пешка · b3 чёрная пешка · c3 белый король · e3 белая пешка · f3 чёрный король | 1 |
|   | a | b | c | d | e | f | g | h |   |

|   | a | b | c | d | e | f | g | h |   |
| - | --- | --- | --- | --- | --- | --- | --- | --- | - |
| 8 | c8 белый король · c7 чёрный слон · b6 чёрная пешка · c6 белая пешка · d6 чёрный король · a4 белая пешка · h4 чёрная пешка · g2 белый слон | c8 белый король · c7 чёрный слон · b6 чёрная пешка · c6 белая пешка · d6 чёрный король · a4 белая пешка · h4 чёрная пешка · g2 белый слон | c8 белый король · c7 чёрный слон · b6 чёрная пешка · c6 белая пешка · d6 чёрный король · a4 белая пешка · h4 чёрная пешка · g2 белый слон | c8 белый король · c7 чёрный слон · b6 чёрная пешка · c6 белая пешка · d6 чёрный король · a4 белая пешка · h4 чёрная пешка · g2 белый слон | c8 белый король · c7 чёрный слон · b6 чёрная пешка · c6 белая пешка · d6 чёрный король · a4 белая пешка · h4 чёрная пешка · g2 белый слон | c8 белый король · c7 чёрный слон · b6 чёрная пешка · c6 белая пешка · d6 чёрный король · a4 белая пешка · h4 чёрная пешка · g2 белый слон | c8 белый король · c7 чёрный слон · b6 чёрная пешка · c6 белая пешка · d6 чёрный король · a4 белая пешка · h4 чёрная пешка · g2 белый слон | c8 белый король · c7 чёрный слон · b6 чёрная пешка · c6 белая пешка · d6 чёрный король · a4 белая пешка · h4 чёрная пешка · g2 белый слон | 8 |
| 7 | c8 белый король · c7 чёрный слон · b6 чёрная пешка · c6 белая пешка · d6 чёрный король · a4 белая пешка · h4 чёрная пешка · g2 белый слон | c8 белый король · c7 чёрный слон · b6 чёрная пешка · c6 белая пешка · d6 чёрный король · a4 белая пешка · h4 чёрная пешка · g2 белый слон | c8 белый король · c7 чёрный слон · b6 чёрная пешка · c6 белая пешка · d6 чёрный король · a4 белая пешка · h4 чёрная пешка · g2 белый слон | c8 белый король · c7 чёрный слон · b6 чёрная пешка · c6 белая пешка · d6 чёрный король · a4 белая пешка · h4 чёрная пешка · g2 белый слон | c8 белый король · c7 чёрный слон · b6 чёрная пешка · c6 белая пешка · d6 чёрный король · a4 белая пешка · h4 чёрная пешка · g2 белый слон | c8 белый король · c7 чёрный слон · b6 чёрная пешка · c6 белая пешка · d6 чёрный король · a4 белая пешка · h4 чёрная пешка · g2 белый слон | c8 белый король · c7 чёрный слон · b6 чёрная пешка · c6 белая пешка · d6 чёрный король · a4 белая пешка · h4 чёрная пешка · g2 белый слон | c8 белый король · c7 чёрный слон · b6 чёрная пешка · c6 белая пешка · d6 чёрный король · a4 белая пешка · h4 чёрная пешка · g2 белый слон | 7 |
| 6 | c8 белый король · c7 чёрный слон · b6 чёрная пешка · c6 белая пешка · d6 чёрный король · a4 белая пешка · h4 чёрная пешка · g2 белый слон | c8 белый король · c7 чёрный слон · b6 чёрная пешка · c6 белая пешка · d6 чёрный король · a4 белая пешка · h4 чёрная пешка · g2 белый слон | c8 белый король · c7 чёрный слон · b6 чёрная пешка · c6 белая пешка · d6 чёрный король · a4 белая пешка · h4 чёрная пешка · g2 белый слон | c8 белый король · c7 чёрный слон · b6 чёрная пешка · c6 белая пешка · d6 чёрный король · a4 белая пешка · h4 чёрная пешка · g2 белый слон | c8 белый король · c7 чёрный слон · b6 чёрная пешка · c6 белая пешка · d6 чёрный король · a4 белая пешка · h4 чёрная пешка · g2 белый слон | c8 белый король · c7 чёрный слон · b6 чёрная пешка · c6 белая пешка · d6 чёрный король · a4 белая пешка · h4 чёрная пешка · g2 белый слон | c8 белый король · c7 чёрный слон · b6 чёрная пешка · c6 белая пешка · d6 чёрный король · a4 белая пешка · h4 чёрная пешка · g2 белый слон | c8 белый король · c7 чёрный слон · b6 чёрная пешка · c6 белая пешка · d6 чёрный король · a4 белая пешка · h4 чёрная пешка · g2 белый слон | 6 |
| 5 | c8 белый король · c7 чёрный слон · b6 чёрная пешка · c6 белая пешка · d6 чёрный король · a4 белая пешка · h4 чёрная пешка · g2 белый слон | c8 белый король · c7 чёрный слон · b6 чёрная пешка · c6 белая пешка · d6 чёрный король · a4 белая пешка · h4 чёрная пешка · g2 белый слон | c8 белый король · c7 чёрный слон · b6 чёрная пешка · c6 белая пешка · d6 чёрный король · a4 белая пешка · h4 чёрная пешка · g2 белый слон | c8 белый король · c7 чёрный слон · b6 чёрная пешка · c6 белая пешка · d6 чёрный король · a4 белая пешка · h4 чёрная пешка · g2 белый слон | c8 белый король · c7 чёрный слон · b6 чёрная пешка · c6 белая пешка · d6 чёрный король · a4 белая пешка · h4 чёрная пешка · g2 белый слон | c8 белый король · c7 чёрный слон · b6 чёрная пешка · c6 белая пешка · d6 чёрный король · a4 белая пешка · h4 чёрная пешка · g2 белый слон | c8 белый король · c7 чёрный слон · b6 чёрная пешка · c6 белая пешка · d6 чёрный король · a4 белая пешка · h4 чёрная пешка · g2 белый слон | c8 белый король · c7 чёрный слон · b6 чёрная пешка · c6 белая пешка · d6 чёрный король · a4 белая пешка · h4 чёрная пешка · g2 белый слон | 5 |
| 4 | c8 белый король · c7 чёрный слон · b6 чёрная пешка · c6 белая пешка · d6 чёрный король · a4 белая пешка · h4 чёрная пешка · g2 белый слон | c8 белый король · c7 чёрный слон · b6 чёрная пешка · c6 белая пешка · d6 чёрный король · a4 белая пешка · h4 чёрная пешка · g2 белый слон | c8 белый король · c7 чёрный слон · b6 чёрная пешка · c6 белая пешка · d6 чёрный король · a4 белая пешка · h4 чёрная пешка · g2 белый слон | c8 белый король · c7 чёрный слон · b6 чёрная пешка · c6 белая пешка · d6 чёрный король · a4 белая пешка · h4 чёрная пешка · g2 белый слон | c8 белый король · c7 чёрный слон · b6 чёрная пешка · c6 белая пешка · d6 чёрный король · a4 белая пешка · h4 чёрная пешка · g2 белый слон | c8 белый король · c7 чёрный слон · b6 чёрная пешка · c6 белая пешка · d6 чёрный король · a4 белая пешка · h4 чёрная пешка · g2 белый слон | c8 белый король · c7 чёрный слон · b6 чёрная пешка · c6 белая пешка · d6 чёрный король · a4 белая пешка · h4 чёрная пешка · g2 белый слон | c8 белый король · c7 чёрный слон · b6 чёрная пешка · c6 белая пешка · d6 чёрный король · a4 белая пешка · h4 чёрная пешка · g2 белый слон | 4 |
| 3 | c8 белый король · c7 чёрный слон · b6 чёрная пешка · c6 белая пешка · d6 чёрный король · a4 белая пешка · h4 чёрная пешка · g2 белый слон | c8 белый король · c7 чёрный слон · b6 чёрная пешка · c6 белая пешка · d6 чёрный король · a4 белая пешка · h4 чёрная пешка · g2 белый слон | c8 белый король · c7 чёрный слон · b6 чёрная пешка · c6 белая пешка · d6 чёрный король · a4 белая пешка · h4 чёрная пешка · g2 белый слон | c8 белый король · c7 чёрный слон · b6 чёрная пешка · c6 белая пешка · d6 чёрный король · a4 белая пешка · h4 чёрная пешка · g2 белый слон | c8 белый король · c7 чёрный слон · b6 чёрная пешка · c6 белая пешка · d6 чёрный король · a4 белая пешка · h4 чёрная пешка · g2 белый слон | c8 белый король · c7 чёрный слон · b6 чёрная пешка · c6 белая пешка · d6 чёрный король · a4 белая пешка · h4 чёрная пешка · g2 белый слон | c8 белый король · c7 чёрный слон · b6 чёрная пешка · c6 белая пешка · d6 чёрный король · a4 белая пешка · h4 чёрная пешка · g2 белый слон | c8 белый король · c7 чёрный слон · b6 чёрная пешка · c6 белая пешка · d6 чёрный король · a4 белая пешка · h4 чёрная пешка · g2 белый слон | 3 |
| 2 | c8 белый король · c7 чёрный слон · b6 чёрная пешка · c6 белая пешка · d6 чёрный король · a4 белая пешка · h4 чёрная пешка · g2 белый слон | c8 белый король · c7 чёрный слон · b6 чёрная пешка · c6 белая пешка · d6 чёрный король · a4 белая пешка · h4 чёрная пешка · g2 белый слон | c8 белый король · c7 чёрный слон · b6 чёрная пешка · c6 белая пешка · d6 чёрный король · a4 белая пешка · h4 чёрная пешка · g2 белый слон | c8 белый король · c7 чёрный слон · b6 чёрная пешка · c6 белая пешка · d6 чёрный король · a4 белая пешка · h4 чёрная пешка · g2 белый слон | c8 белый король · c7 чёрный слон · b6 чёрная пешка · c6 белая пешка · d6 чёрный король · a4 белая пешка · h4 чёрная пешка · g2 белый слон | c8 белый король · c7 чёрный слон · b6 чёрная пешка · c6 белая пешка · d6 чёрный король · a4 белая пешка · h4 чёрная пешка · g2 белый слон | c8 белый король · c7 чёрный слон · b6 чёрная пешка · c6 белая пешка · d6 чёрный король · a4 белая пешка · h4 чёрная пешка · g2 белый слон | c8 белый король · c7 чёрный слон · b6 чёрная пешка · c6 белая пешка · d6 чёрный король · a4 белая пешка · h4 чёрная пешка · g2 белый слон | 2 |
| 1 | c8 белый король · c7 чёрный слон · b6 чёрная пешка · c6 белая пешка · d6 чёрный король · a4 белая пешка · h4 чёрная пешка · g2 белый слон | c8 белый король · c7 чёрный слон · b6 чёрная пешка · c6 белая пешка · d6 чёрный король · a4 белая пешка · h4 чёрная пешка · g2 белый слон | c8 белый король · c7 чёрный слон · b6 чёрная пешка · c6 белая пешка · d6 чёрный король · a4 белая пешка · h4 чёрная пешка · g2 белый слон | c8 белый король · c7 чёрный слон · b6 чёрная пешка · c6 белая пешка · d6 чёрный король · a4 белая пешка · h4 чёрная пешка · g2 белый слон | c8 белый король · c7 чёрный слон · b6 чёрная пешка · c6 белая пешка · d6 чёрный король · a4 белая пешка · h4 чёрная пешка · g2 белый слон | c8 белый король · c7 чёрный слон · b6 чёрная пешка · c6 белая пешка · d6 чёрный король · a4 белая пешка · h4 чёрная пешка · g2 белый слон | c8 белый король · c7 чёрный слон · b6 чёрная пешка · c6 белая пешка · d6 чёрный король · a4 белая пешка · h4 чёрная пешка · g2 белый слон | c8 белый король · c7 чёрный слон · b6 чёрная пешка · c6 белая пешка · d6 чёрный король · a4 белая пешка · h4 чёрная пешка · g2 белый слон | 1 |
|   | a | b | c | d | e | f | g | h |   |

В позициях типа 3 слабейшая сторона уже должна применять активную защиту: пассивное топтание на месте приводит к поражению. Необходимо воспрепятствовать вторжению короля белых: 1. Крс5 Кре6 2. Крb6 Крd7 3. b5 Крс8! и белые не могут усилиться. Слон покидать поле перед пешкой не должен: так, 3... С~ 4. а8Ф! с последующим 5. Кра7 и 6. Крb8 приводит к прорыву королём, что вкупе с последующим надвижением проходной пешки приводит к победе сильнейшей стороны.
Шансы на выигрыш в окончании с разнопольными слонами появляются — но не обязательно — при соблюдении ряда условий:
- король слабейшей стороны не в силах помочь слону;
- король или пешки слабейшей стороны стоят неудачно, мешая слону маневрировать;
- на доске две или более отдалённые друг от друга проходные сильнейшей стороны (т.н. «штаны»), либо сильнейшая сторона может образовать такую проходную с помощью пешечного прорыва;
- сильнейшая сторона может создать положение цугцванга.

В партии Котов — Ботвинник чёрные эффектной комбинационной игрой создали отдалённую проходную, за которую белым пришлось отдать слона: 1...g5!! 2. fg (2. hg сразу давало чёрным проходную — 2... h4 3. Cd6 Cf5 4. g6 C:g6 5. f5 C:f5 6. Kp:b3 Kpg2, и чёрные выигрывают слона за пешку h) 2...d4+! 3. ed Крg3 4. Ca3 Кр:h4 5. Крd3 Кр:g5 6. Крe4 h4 7. Крf3 Cd5+. Белые сдались.
В партии Галлямова — Ковалевская чёрные делали ничью, отдавая пешку b6, удлиняя диагональ для слона: 91...b5 92. ab Сb6 93. Крb7 Крc5 94. Сf1 h3!, отвлекая белого слона и выигрывая пешку b5. Вместо этого чёрные сыграли 91...h3??, намереваясь сразу уничтожить пешку с6, что привело к неожиданной позиции цугцванга, погубившей чёрных: 92. С:h3 Кр:c6 93. Сd7+! Чёрные сдались. После 93...Крd6 94. Сb5! возникала редкостная позиция, где при полном материальном равенстве, разноцветных слонах и малом материале у чёрных нет ни одного безопасного хода.